# 競艇選手一覧
競艇選手一覧（きょうていせんしゅいちらん）は、日本で活動する競艇選手（ボートレーサー）の一覧である。既に引退した選手を含む。（2024年8月24日現在）（+印は引退選手・†印は故人）

## あ行

### あ
- 相原五郎（あいはら ごろう）+
- 相原利章（あいはら としあき）
- 青木玄太（あおき げんた）…青木孝司は父
- 青木幸太郎（あおき こうたろう）…魚谷香織とは夫婦
- 青木孝司（あおき たかし）+…青木玄太は息子
- 青木義一（あおき よしかず）+
- 青木蓮（あおき れん）
- 青野豊（あおの ゆたか）+
- 青山忠司（あおやま ただし）+…青山登とは兄弟
- 青山登（あおやま のぼる）+†…青山忠司とは兄弟
- 赤井星璃菜（あかい せりな）
- 赤井睦（あかい むつみ）…赤池修平とは夫婦
- 赤池修平（あかいけ しゅうへい）…赤井睦とは夫婦
- 赤岩善生（あかいわ よしお）
- 赤坂俊輔（あかさか しゅんすけ）
- 赤坂等（あかさか ひとし）+
- 赤澤文香（あかざわ ふみか）…旧姓・三宅
- 明石正之（あかし まさゆき）
- 赤羽克也（あかば かつや）…赤羽大樹は実兄
- 赤羽大樹（あかば だいき）+…赤羽克也は実弟
- 赤峰和也（あかみね かずや）…赤峰敏春は父
- 赤嶺澄雄（あかみね すみお）+
- 赤峰敏春（あかみね としはる）+…赤峰和也は息子
- 安岐保（あき たもつ）+
- 安岐奈緒子（あき なおこ）+…安岐真人は父
- 安岐真人（あき まさと）+…安岐義晴は実兄、安岐菜緒子は娘
- 安岐義晴（あき よしはる）+…安岐真人は実弟
- 秋末秦悟（あきすえ しんご）
- 秋田健太郎（あきた けんたろう）
- 秋田忠彰（あきた ただあき）+
- 秋葉弘美（あきば ひろみ）+
- 秋元哲（あきもと さとる）
- 秋元誠（あきもと まこと）+
- 秋山直之（あきやま なおゆき）
- 秋山広一（あきやま ひろかず）
- 秋山昌宏（あきやま まさひろ）+†
- 秋山基裕（あきやま もとひろ）+…競艇番組の解説者
- 秋山行延（あきやま ゆきのぶ）+
- 明野年博（あけの としひろ）+
- 浅井重良（あさい しげよし）+
- 浅井翼（あさい つばさ）
- 浅尾庄衛（あさお しょうえ）+
- 淺香登（あさか のぼる）+…淺香文武は息子
- 淺香文武（あさか ふみたけ）…淺香登は父
- 淺田千亜希（あさだ ちあき）
- 浅田福光（あさだ ふくみつ）+
- 麻野猛（あさの たけし）+
- 浅野由将（あさの なおかつ）+
- 浅見敏夫（あさみ としお）+
- 浅見昌克（あさみ まさかつ）…浅見宗孝は実弟
- 浅見宗孝（あさみ むねのり）…浅見昌克は実兄
- 浅和重哉（あさわ しげや）+
- 芦澤望（あしざわ のぞむ）
- 安心院信行（あじみ のぶゆき）+†
- 芦村幸香（あしむら さちか）+
- 網代良芽（あじろ りょうが）
- 東潤樹（あずま じゅんき）
- 麻生慎介（あそう しんすけ）
- 足立かなえ（あだち かなえ）+…若林将とは夫婦
- 安達美帆（あだち みほ）
- 安達裕樹（あだち ゆうき）
- 渥美卓郎（あつみ たくろう）
- 渥美敏男（あつみ としお）+
- 阿波連二美子（あはれん ふみこ）+
- 安部慎一（あべ しんいち）
- 天野晶夫（あまの あきお）
- 天野友和（あまの ともかず）
- 天野誠（あまの まこと）+
- 天辺幸義（あまべ ゆきよし）+
- 雨宮昌一（あめみや まさかず）+
- 荒井翔伍（あらい しょうご）
- 荒井輝年（あらい てるとし）
- 新井亨（あらい とおる）+
- 新井敏司（あらい としじ）+
- 新井英孝（あらい ひでたか）
- 新井康行（あらい やすゆき）+…田島美和とは夫婦
- 荒金順（あらかね じゅん）+
- 荒川昭（あらかわ あきら）+
- 荒川健太（あらかわ けんた）…旧姓・高沖
- 荒木颯斗（あらき はやと）
- 荒木保昌（あらき やすまさ）+
- 荒田泰明（あらた やすあき）+
- 荒巻凪沙（あらまき なぎさ）
- 有田岳（ありた たかし）+
- 有吉貴之（ありよし たかゆき）+†
- 有賀達也（あるが たつや）
- 阿波勝哉（あわ かつや）
- 粟田茂夫（あわた しげお）+
- 粟田祥（あわた しょう）
- 安東幸治（あんどう こうじ）
- 安藤信二（あんどう しんじ）+
- 安東将（あんどう すすむ）+
- 安藤裕貴（あんどう ひろたか）
- 安藤大将（あんどう ひろまさ）+…旧名・安藤千夏

### い
- 飯倉郁子（いいくら いくこ）+†
- 飯島昌弘（いいじま あきひろ）
- 飯島誠（いいじま まこと）
- 飯田加一（いいだ かいち）+†
- 飯田清（いいだ きよし）+
- 飯田庄吾（いいだ しょうご）
- 飯塚響（いいづか ひびき）
- 飯野秀樹（いいの ひでき）+
- 飯山晃三（いいやま こうぞう）…香川颯太は息子、香川素子とは元夫婦
- 飯山泰（いいやま やすし）
- 井内将太郎（いうち まさたろう）
- 五十嵐一聡（いがらし かずあき）+
- 井川大作（いかわ だいさく）…井川真人は実弟
- 井川正人（いかわ まさと）+
- 井川真人（いかわ まさと）+…井川大作は実兄
- 生田波美音（いくた はみね）
- 井口真弓（いぐち まゆみ）+…井口佳典とは夫婦、旧姓・新田
- 井口佳典（いぐち よしのり）…井口真弓とは夫婦
- 伊久間陽優（いくま ひゆう）…江口晃生は叔父
- 伊倉光（いくら ひかる）
- 池浦千登志（いけうら ちとし）+
- 池上隆行（いけがみ たかゆき）
- 池上哲二（いけがみ てつじ）+
- 池上正浩（いけがみ まさひろ）+
- 池上裕次（いけがみ ゆうじ）+…柳澤千春とは元夫婦
- 池田明美（いけだ あけみ）+…池田浩美は双子の妹
- 池田剛規（いけだ こうき）
- 池田浩二（いけだ こうじ）
- 池田紫乃（いけだ しの）
- 池田真治（いけだ しんじ）+
- 池田奈津美（いけだ なつみ）…オートレーサー・池田康範は父
- 池田なな（いけだ なな）
- 池田博（いけだ ひろし）+†
- 池田浩美（いけだ ひろみ）…池田明美は双子の姉
- 池田増雄（いけだ ますお）+
- 池田雄一（いけだ ゆういち）
- 池田雄祐（いけだ ゆうすけ）
- 池田幸美（いけだ ゆきみ）+…毒島誠とは夫婦
- 池田雷太（いけだ らいた）
- 池永太（いけなが ふとし）
- 池村判（いけむら わかつ）+
- 池本輝明（いけもと てるあき）
- 井坂友則（いさか とものり）+
- 井澤聖奈（いさわ せな）
- 石井冏（いしい あきら）+
- 石井孝之（いしい たかゆき）
- 石井伸長（いしい のぶなが）
- 石井裕美（いしい ひろみ）
- 石岡将太（いしおか しょうた）
- 石川真二（いしかわ しんじ）
- 石川哲秀（いしかわ てっしゅう）
- 石川俊成（いしかわ としなり）+
- 石川洋（いしかわ ひろし）+
- 石川正美（いしかわ まさよし）+
- 石川吉鎬（いしかわ よしたか）
- 石川諒（いしかわ りょう）
- 石倉拓美（いしくら たくみ）
- 石倉洋行（いしくら ようこう）
- 石田章央（いしだ あきひろ）
- 石田一吉（いしだ かずよし）+
- 石田政吾（いしだ せいご）
- 石田貴洋（いしだ たかひろ）
- 石田豪（いしだ つよし）…小杉志津江と夫婦
- 石田勇斗（いしだ はやと）
- 石塚一雄（いしづか かずお）+†
- 石塚久也（いしづか ひさや）
- 石塚裕介（いしづか ゆうすけ）…塩崎桐加とは夫婦
- 石野貴之（いしの たかゆき）…石野美好は父
- 石野美好（いしの みよし）+…石野貴之は息子
- 石橋登（いしばし のぼる）+
- 石原加絵（いしはら かえ）+
- 石原翼（いしはら つばさ）…石原純夫は祖父、石原光は実兄
- 石原凪紗（いしはら なぎさ）
- 石原光（いしはら ひかる）…石原純夫は祖父、石原翼は実弟
- 石橋道友（いしばし みちとも）
- 石間徹（いしま とおる）+
- 石丸海渡（いしまる かいと）…石丸小槙は実妹
- 石丸小槙（いしまる こまき）…石丸海渡は実兄
- 石本登志夫（いしもと としお）+
- 石本裕武（いしもと ひろむ）
- 石渡翔一郎（いしわた しょういちろう）…石渡鉄兵は父
- 石渡鉄兵（いしわた てっぺい）…石渡翔一郎は息子
- 和泉定治（いずみ さだはる）+†
- 泉具巳（いずみ ともみ）
- 泉啓文（いずみ ひろふみ）…泉祥史は実兄
- 泉祥史（いずみ よしのぶ）+…泉啓文は実弟
- 井芹大志（いせり だいじ）…井芹巧は父
- 井芹巧（いせり たくみ）+…井芹大志は息子
- 磯部温志（いそべ あつし）+…磯部満春は父
- 磯部満春（いそべ みつはる）+…磯部温志は息子
- 磯部誠（いそべ まこと）
- 磯村匠（いそむら たくみ）
- 磯村 政雄（いそむら まさお）+
- 井田涼介（いだ りょうすけ）
- 板倉敦史（いたくら あつし）
- 板谷茂樹（いたたに しげき）+
- 板橋侑我（いたばし ゆうが）…勝又桜とは夫婦
- 市川健太（いちかわ けんた）
- 市川澄男（いちかわ すみお）+…市川美宏は息子
- 市川猛（いちかわ たけし）…市川哲也は実兄
- 市川哲也（いちかわ てつや）…市川猛は実弟
- 市川美宏（いちかわ よしひろ）…市川澄男は父
- 一瀬明（いちのせ あきら）
- 一瀬英明（いちのせ えいめい）+
- 一瀬隆（いちのせ たかし）+†
- 市橋卓士（いちはし たかし）
- 一宮稔弘（いちみや としひろ）
- 市村明（いちむら あきら）+
- 市村武史（いちむら たけし）+
- 一柳和孝（いちやなぎ かずたか）
- 一色颯輝（いっしき さつき）…一色雅昭は父、一色凌雅は実兄
- 一色雅昭（いっしき まさあき）…一色凌雅と一色颯輝は息子
- 一色凌雅（いっしき りょうが）…一色雅昭は父、一色颯輝は実弟
- 井出晴美（いで はるみ）+
- 井手亮太（いで りょうた）
- 伊藤葵和子（いとう きわこ）+…旧姓・楮
- 伊藤啓三（いとう けいぞう）…伊藤雄二は実兄
- 伊藤健次（いとう けんじ）+
- 伊藤公二（いとう こうじ）+†
- 伊藤栞（いとう しおり）
- 伊藤尚汰（いとう しょうた）
- 伊藤誠二（いとう せいじ）
- 伊藤紘章（いとう ひろあき）
- 伊藤宏（いとう ひろし）+
- 伊藤将吉（いとう まさよし）
- 伊藤雄二（いとう ゆうじ）…伊藤啓三は実弟
- 伊藤喜智（いとう よしとも）
- 伊藤玲奈（いとう れな）…後藤隼之とは夫婦
- 糸數由里（いとかず ゆり）+
- 稲垣一恵（いながき かずえ）+…峰重侑治と峰重力也の叔母、元競輪選手・峰重龍一は実兄
- 稲毛正剛（いなげ まさたか）+
- 稲田浩二（いなだ こうじ）
- 稲生夏季（いのう なつき）
- 井上一輝（いのうえ かずき）
- 井上恵一（いのうえ けいいち）
- 井上茂（いのうえ しげる）
- 井上尚悟（いのうえ しょうご）
- 井上忠政（いのうえ ただまさ）
- 井上大輔（いのうえ だいすけ）
- 井上輝一（いのうえ てるいち）+
- 井上遥妃（いのうえ はるひ）
- 井上未都（いのうえ みと）
- 今井貴士（いまい たかし）
- 今井美亜（いまい みあ）
- 今井道二（いまい みちじ）+
- 今井裕梨（いまい ゆり）…萬正嗣とは夫婦
- 今泉和則（いまいずみ かずのり）+
- 今泉徹（いまいずみ とおる）
- 今泉晴男（いまいずみ はるお）+
- 今泉友吾（いまいずみ ゆうご）
- 今垣光太郎（いまがき こうたろう）…今垣武志は父
- 今垣武志（いまがき たけし）+…今垣光太郎は息子
- 今川直樹（いまがわ なおき）+
- 今坂晃広（いまさか あきひろ）…今坂勝広は実兄
- 今坂勝広（いまさか かつひろ）+†…今坂晃広は実弟
- 今田健一（いまだ けんいち）+
- 井町泰（いまち ゆたか）
- 今出晋二（いまで しんじ）
- 今林由喜（いまばやし よしき）+…元競輪選手・今林圭二は父
- 今村賢二郎（いまむら けんじろう）+
- 今村暢孝（いまむら のぶたか）
- 今村豊（いまむら ゆたか）+
- 井本昌也（いもと まさや）
- 入倉数広（いりくら かずひろ）+
- 入澤友治（いりざわ ゆうじ）
- 入船幸子（いりふね ゆきこ）+…三苫晃幸は従兄弟、安河内将と安河内健は再従兄弟
- 入海馨（いるみ けい）
- 岩井繁（いわい しげる）
- 岩井範光（いわい のりみつ）+
- 岩川仁士（いわかわ ひとし）
- 岩川悦久（いわかわ よしひさ）+
- 岩口昭三（いわぐち しょうぞう）+…岩口留男は実弟
- 岩口留男（いわぐち とめお）+…岩口昭三は実兄
- 岩阪脩（いわさか おさむ）+
- 岩木真美（いわき まみ）+…宮地佐季は従姉妹、宮地博士とは夫婦
- 岩崎辰己（いわさき たつみ）+
- 岩崎正哉（いわさき まさや）
- 岩崎芳美（いわさき よしみ）…樫葉次郎とは夫婦
- 岩崎麗子（いわざき れいこ）
- 岩下巧斗（いわした たくと）
- 岩瀬裕亮（いわせ ゆうすけ）
- 岩田優一（いわた ゆういち）+
- 岩田凌（いわた りょう）
- 岩谷肇（いわたに はじめ）+
- 岩津宅一（いわつ たくいち）+…岩津徹郎は息子
- 岩津徹郎（いわつ てつろう）…岩津宅一は父
- 岩津英人（いわつ ひでと）+
- 岩藤栄子（いわどう えいこ）+
- 岩藤定之進（いわどう さだのしん）+
- 岩永節也（いわなが せつや）
- 岩永高弘（いわなが たかひろ）+†
- 岩永雅人（いわなが まさと）
- 岩橋裕馬（いわはし ゆうま）
- 岩本豊志（いわもと とよし）+
- 岩谷真（いわや まこと）+
- 犬童千秋（いんどう ちあき）

### う
- 宇惠有香（うえ ゆうか）
- 植木通彦（うえき みちひこ）+
- 植木美帆（うえき みほ）
- 上島久男（うえしま ひさお）+
- 上園正明（うえぞの まさあき）+
- 上田隆章（うえた たかあき）
- 植田剛（うえた つよし）+
- 上田健太（うえだ けんた）
- 上田紗奈（うえだ さな）…上田龍星は実兄
- 植田太一（うえだ たいち）
- 上田高弘（うえだ たかひろ）+
- 上田信夫（うえだ のぶお）+
- 上田洋平（うえだ ようへい）
- 上田龍星（うえだ りゅうせい）…上田紗奈は実妹
- 植竹玲奈（うえたけ れな）
- 上之晃弘（うえの あきひろ）…上之睦は父
- 上之睦（うえの たかし）+…上之晃弘は息子
- 上野拓馬（うえの たくま）
- 上野俊樹（うえの としき）
- 上野真之介（うえの しんのすけ）
- 上野秀和（うえの ひでかず）
- 上野励（うえの れい）+
- 上原健次郎（うえはら けんじろう）
- 上原崚（うえはら りょう）
- 上平真二（うえひら しんじ）
- 上村宏太（うえむら こうた）
- 上村純一（うえむら じゅんいち）
- 上村慎太郎（うえむら しんたろう）
- 魚谷香織（うおたに かおり）…青木幸太郎とは夫婦
- 魚谷智之（うおたに ともゆき）…魚谷直樹はいとこ
- 魚谷直樹（うおたに なおき）+…魚谷智之はいとこ
- 鵜飼菜穂子（うかい なほこ）+
- 浮田圭浩（うきた よしひろ）…浮田明、佐々野正行の甥
- 宇佐見淳（うさみ じゅん）
- 潮田浩子（うしおだ ひろこ）+
- 牛田祥二（うしだ しょうじ）+
- 宇秋辰男（うしゅう たつお）+
- 後川博（うしろかわ ひろし）+
- 宇田川信一（うだがわ しんいち）
- 打越晶（うちこし あきら）+
- 内田亜希子（うちだ あきこ）+
- 内田圭（うちだ けい）
- 内田貴士（うちだ たかし）+
- 内野省一（うちの しょういち）+
- 内堀学（うちぼり まなぶ）
- 内山峻輔（うちやま しゅんすけ）…内山文典は従叔父
- 内山七海（うちやま ななみ）
- 内山文典（うちやま ふみのり）…内山峻輔は従甥
- 宇土泰就（うと やすのり）
- 烏野賢太（うの けんた）
- 宇野博之（うの ひろゆき）
- 宇野弥生（うの やよい）
- 伯母芳恒（うば よしつね）…伯母芳治は父
- 伯母芳治（うば よしはる）+…伯母芳恒は息子
- 生方厚成（うぶかた あつなり）+
- 生方靖亜（うぶかた せいあ）
- 馬野燿（うまの ひかる）
- 梅木敬太（うめき けいた）
- 梅崎恵美（うめざき えみ）+
- 梅内夕貴奈（うめない ゆきな）…オートレーサー・梅内幹雄は父、梅内駿佑は実兄
- 梅内駿佑（うめない しゅんすけ）+…オートレーサー・梅内幹雄は父、梅内夕貴奈は実妹
- 梅原祥平（うめはら しょうへい）
- 浦上拓也（うらがみ たくや）
- 浦田晃嗣（うらた こうじ）
- 浦田信義（うらた のぶよし）
- 浦野海（うらの かい）
- 占部一真（うらべ かずま）…占部彰二は父
- 占部彰二（うらべ しょうじ）+…占部一真は息子
- 瓜生正義（うりゅう まさよし）
- 宇留田翔平（うるた しょうへい）
- 海野康志郎（うんの こうしろう）…海野ゆかりは従姉妹
- 海野ゆかり（うんの ゆかり）…海野康志郎は従兄弟

### え
- 江頭賢太（えがしら けんた）+
- 江口晃生（えぐち あきお）…伊久間陽優は甥
- 江崎一雄（えざき かずお）+
- 江副正（えぞえ ただし）+
- 枝尾賢（えだお まさる）…森永愛とは夫婦
- 江藤敦宏（えとう あつひろ）
- 江並浩一（えなみ こういち）+
- 榎幸司（えのき こうじ）…榎精は父
- 榎精（えのき つとむ）+…榎幸司は息子
- 江野澤秀明（えのさわ ひであき）+
- 江原正義（えばら まさよし）+
- 海老澤泰行（えびさわ やすゆき）
- 海老原孝志（えびはら たかし）+
- 胡本悟志（えびすもと さとし）
- 江本真治（えもと しんじ）
- 遠藤英二（えんどう えいじ）+
- 遠藤エミ（えんどう えみ）…遠藤ゆみは実姉
- 遠藤圭吾（えんどう けいご）
- 遠藤晃司（えんどう こうじ）+
- 遠藤ゆみ（えんどう ゆみ）+…遠藤エミは実妹

### お
- 小芦るり華（おあし るりか）
- 大井清貴（おおい きよき）
- 大井崇夫（おおい たかお）+
- 大池佑来（おおいけ ゆうき）
- 大石和彦（おおいし かずひこ）
- 大石真央（おおいし まお）
- 大井手善信（おおいで よしのぶ）+†
- 大上卓人（おおうえ たくと）…宮地佐季とは夫婦
- 大内裕樹（おおうち ゆうき）+
- 大江純（おおえ じゅん）
- 大賀広幸（おおが ひろゆき）
- 大賀龍之介（おおが りゅうのすけ）
- 大釜謙一郎（おおがま けんいちろう）+
- 大神康司（おおがみ こうじ）
- 大川茂実（おおかわ しげみ）+
- 大城戸学（おおきど まなぶ）+
- 大串重幸（おおぐし しげゆき）
- 大久保信一郎（おおくぼ しんいちろう）…八島貴美子のいとこ
- 大久保佑香（おおくぼ ゆうか）
- 大熊辰弥（おおくま たつや）
- 大河内修（おおこうち おさむ）+
- 大古場貴（おおこば たかし）…太田雅美とは夫婦
- 大崎翔（おおさき しょう）
- 大澤普司（おおさわ しんじ）…大澤風葵は息子
- 大澤誠也（おおさわ せいや）
- 大澤大夢（おおさわ ひろむ）
- 大澤風葵（おおさわ ふうき）…大澤普司は父
- 大澤真菜（おおさわ まな）…森作広大とは夫婦
- 大茂和義（おおしげ かずよし）+
- 大下靜雄（おおした しずお）+
- 大嶋一也（おおしま かずや）+
- 大島聖子（おおしま せいこ）+
- 大島次夫（おおしま つぎお）+
- 大島隆乃介（おおしま りゅうのすけ）
- 大須賀友（おおすか ゆう）
- 太田潮（おおた うしお）
- 太田和美（おおた かずみ）
- 太田克哉（おおた かつや）+
- 太田国広（おおた くにひろ）+
- 大田直弥（おおた なおや）…大田誠のいとこ
- 大田誠（おおた まこと）…大田直弥のいとこ
- 太田雅美（おおた まさみ）+
- 大瀧明日香（おおたき あすか）…渡辺真至とは夫、鈴木慶太は従兄弟
- 大谷健太（おおたに けんた）
- 大谷利夫（おおたに としお）+
- 大谷直弘（おおたに なおひろ）
- 大谷裕子（おおたに ひろこ）+
- 大塚浩二（おおつか こうじ）…倉田郁美とは夫婦
- 大塚信行（おおつか のぶゆき）+
- 大塚治美（おおつか はるみ）+
- 大塚雅治（おおつか まさはる）…大塚康雅は実兄。プロ野球読売ジャイアンツトレーナーの大塚五百紀の実子
- 大塚康雅（おおつか やすまさ）…大塚雅治は実弟。プロ野球読売ジャイアンツトレーナーの大塚五百紀の実子
- 大月遊雅（おおつき ゆうが）
- 大西昭（おおにし あきら）+†
- 大西英一（おおにし えいいち）+
- 大西覺（おおにし さとる）+
- 大西賢（おおにし けん）
- 大西源喜（おおにし げんき）+†
- 大西隆洋（おおにし たかひろ）
- 大貫英治（おおぬき ひではる）+
- 大野俊明（おおの としあき）+
- 大野芳顕（おおの よしあき）
- 大場恒季（おおば こうき）
- 大場敏（おおば さとし）…旧姓・渥美
- 大場広孝（おおば ひろたか）
- 大庭元明（おおば もとあき）
- 大橋栄里佳（おおはし えりか）
- 大橋七郎（おおはし しちろう）+
- 大橋純一郎（おおはし じゅんいちろう）
- 大橋次雄（おおはし つぎお）+
- 大橋庸志（おおはし のぶゆき）+
- 大橋範（おおはし のり）+
- 大橋由珠（おおはし ゆず）
- 大原由子（おおはら ゆうこ）+…渡部悟とは夫婦
- 大原祥昌（おおはら よしまさ）
- 大平勝義（おおひら かつよし）+
- 大平誉史明（おおひら よしあき）…一色肇の息子
- 大廣咲季（おおひろ さき）
- 大町利克（おおまち としかつ）
- 大豆生田蒼（おおまめうだ あおい）
- 近江翔吾（おおみ しょうご）
- 大峯明菜（おおみね あきな）+…大峯豊は実兄、伊藤啓三とは夫婦
- 大峯豊（おおみね ゆたか）…大峯明菜は実妹
- 大森翼（おおもり つばさ）
- 大森良政（おおもり よしまさ）+
- 大屋賢司（おおや けんじ）+
- 大山大我（おおやま たいが）+
- 大山千広（おおやま ちひろ）…大山博美は母
- 大山博美（おおやま ひろみ）+…大山千広は娘
- 岡孝（おか たかし）+
- 岡祐臣（おか ゆうしん）
- 岡悠平（おか ゆうへい）+
- 岡暢祐（おか ようすけ）
- 岡崎恭裕（おかざき やすひろ）
- 小笠原政敏（おがさわら まさとし）+†
- 岡瀬正人（おかせ まさと）
- 岡田憲行（おかだ のりゆき）
- 小形綾（おがた あや）+
- 尾形栄治（おがた えいじ）
- 岡谷健吾（おかたに けんご）
- 小神野紀代子（おかの きよこ）+
- 岡部哲（おかべ さとし）
- 岡部大輝（おかべ だいき）
- 岡部大輔（おかべ だいすけ）
- 岡部貴司（おかべ たかし）
- 岡部浩（おかべ ひろし）
- 岡村慶太（おかむら けいた）…岡村将也は実弟、岡村利継の甥
- 岡村仁（おかむら まさし）
- 岡村将也（おかむら まさや）…岡村慶太は実兄、岡村利継の甥
- 岡本勝美（おかもと かつみ）+
- 岡本翔太郎（おかもと しょうたろう）
- 岡本慎治（おかもと しんじ）
- 岡本猛（おかもと たけし）
- 岡本大（おかもと ふとし）
- 小川晃司（おがわ こうじ）
- 小川広大（おがわ こうだい）
- 小川哲夫（おがわ てつお）+
- 小川時光（おがわ ときみつ）
- 小川知行（おがわ ともゆき）
- 小川日紀太（おがわ にきた）
- 小川真人（おがわ まさと）+
- 小川竜太郎（おがわりょうたろう）
- 沖悟（おき さとる）+
- 小城千奈（おぎ ちな）+
- 沖島広和（おきしま ひろかず）
- 興津藍（おきつ あい）
- 荻野裕介（おぎの ゆうすけ）
- 沖本健二（おきもと けんじ）+
- 奥田誠（おくだ まこと）
- 奥平拓也（おくだいら たくや）
- 奥村明日香（おくむら あすか）
- 小倉康典（おぐら やすのり）
- 小黒竜吾（おぐろ　りゅうご）
- 刑部亜里紗（おさかべ ありさ）
- 尾崎明男（おざき あきお）+
- 尾崎和彦（おざき かずひこ）+
- 尾崎鉄也（おさき てつや）+…尾崎雄二は息子
- 尾崎雄二（おさき ゆうじ）…尾崎鉄也は父
- 長田光子（おさだ みつこ）+
- 長田頼宗（おさだ よりむね）
- 小澤和也（おざわ かずや）
- 小澤学（おざわ まなぶ）
- 尾嶋一広（おじま かずひろ）
- 小田武（おだ たけし）+
- 織田猛（おだ たけし）+
- 越智照浩（おち あきひろ）
- 落合敬一（おちあい けいいち）+
- 落合純（おちあい じゅん）+
- 落合直子（おちあい なおこ）
- 落合正侑（おちあい まさゆき）+
- 乙津康志（おつ やすし）
- 乙藤智史（おとふじ さとし）
- 鬼塚弘（おにつか ひろし）+
- 小野和也（おの かずや）+†…小野肇也は息子
- 小野京平（おの きょうへい）
- 小野倉雄（おの くらお）+
- 小野桜（おの さくら）…旧姓・茶谷、茶谷信次とは元夫婦
- 小野生奈（おの せいな）…小野真歩は実妹
- 小野達哉（おの たつや）
- 小野肇也（おの としや）+…小野和也は父
- 小野信樹（おの のぶき）…竹内将浩は伯父
- 小野真歩（おの まほ）+…小野生奈は実姉
- 小野勇作（おの ゆうさく）
- 尾上雅也（おのうえ まさや）
- 小野寺智洋（おのでら ともひろ）
- 尾道佳諭（おのみち けいと）
- 小畑泰造（おばた たいぞう）+…小畑実成は甥
- 小畑実成（おばた みなり）…小畑泰造は伯父
- 小原聡将（おはら としゆき）
- 表憲一（おもて けんいち）
- 表健太（おもて けんた）…三小田昭光は祖父
- 折下寛法（おりした ひろのり）
- 折原正幸（おりはら まさゆき）+

## か行

### か
- 河相秀行（かあい ひでゆき）+
- 加賀眞作夫（かが まさお）+
- 香川颯太（かがわ そうた）…香川素子は母、香川陽太は実弟
- 香川友尚（かがわ ともなお）+
- 香川陽太（かがわ ひなた）…香川素子は母、香川颯太は実兄
- 香川素子（かがわ もとこ）…香川颯太と香川陽太は息子、飯山晃三とは元夫婦
- 加木郁（かぎ かおる）
- 垣内清美（かきうち きよみ）
- 柿本達也（かきもと たつや）+
- 角井義則（かくい よしのり）+
- 角浜修（かくはま おさむ）…佐々木英樹のいとこ
- 角山雄哉（かくやま ゆうや）
- 加倉侑征（かくら ゆうせい）
- 筧由寛（かけい よしひろ）+
- 掛水義盛（かけみず よしもり）+
- 笠井広幸（かさい ひろゆき）+
- 笠置博之（かさぎ ひろゆき）
- 笠野友紀恵（かさの ゆきえ）
- 笠原亮（かさはら りょう）
- 笠間憲哉（かさま けんや）
- 加治功（かじ いさお）+
- 樫田信雄（かしだ のぶお）+
- 柏野幸二（かしの こうじ）
- 梶野学志（かじの たかし）…梶野真未とは夫婦
- 梶野真未（かじの まみ）+…木下貞親は父、梶野学志とは夫婦、旧姓・木下
- 樫葉次郎（かしば じろう）…岩崎芳美とは夫婦
- 樫葉新心（かしば にこ）
- 鹿島敏弘（かしま としひろ）
- 梶山涼斗（かじやま りょうと）
- 梶原正（かじわら ただし）
- 梶原忠義（かじわら ただよし）
- 数野憲史（かずの けんじ）+
- 数原魁（かずはら かい）
- 計盛光（かずもり ひかる）…倉田茂将とは夫婦
- 加瀬智宏（かせ ともひろ）
- 片岡恵里（かたおか えり）…榮田将彦とは夫婦
- 片岡大地（かたおか だいち）
- 片岡秀樹（かたおか ひでき）
- 片岡雅裕（かたおか まさひろ）
- 片桐道好（かたきり みちよし）+
- 片橋幸貴（かたはし ゆきたか）
- 片山晃（かたやま あきら）+
- 片山雅雄（かたやま まさお）
- 片山友多加（かたやま ゆたか）+
- 片山竜輔（かたやま りょうすけ）+
- 勝浦真帆（かつうら まほ）
- 香月大介（かつき だいすけ）
- 香月大輝（かつき ひろき）
- 勝野竜司（かつの たつじ）
- 勝股勇（かつまた いさむ）+†
- 勝又桜（かつまた さくら）+…板橋侑我とは夫婦
- 勝元忠司（かつもと ただし）+
- 桂林寛（かつらばやし ひろし）
- 嘉手苅徹哉（かでかる てつや）
- 加藤綾（かとう あや）
- 加藤啓太（かとう けいた）
- 加藤峻二（かとう しゅんじ）+…世界初の70歳代の現役選手
- 加藤翔（かとう しょう）
- 加藤翔馬（かとう しょうま）
- 加藤高史（かとう たかし）
- 加藤年春（かとう としはる）+
- 加藤友史（かとう ともじ）+
- 加藤知弘（かとう ともひろ）+
- 加藤奈月（かとう なつき）
- 加藤政彦（かとう まさひこ）
- 加藤優弥（かとう まさや）
- 加藤雅之（かとう まさゆき）
- 加藤裕太（かとう ゆうた）+
- 門田栞（かどた しおり）
- 金澤一洋（かなざわ かずひろ）+
- 金田幸子（かなだ ゆきこ）
- 金森春夫（かなもり はるお）+
- 金森史吉（かなもり ふみよし）+
- 金子勝利（かねこ かつとし）+
- 金子和之（かねこ かずゆき）
- 金子建二（かねこ けんじ）+…金子千穂は娘
- 金子賢志（かねこ さとし）
- 金子順一（かねこ じゅんいち）
- 金子貴志（かねこ たかし）…金子七海は娘
- 金子拓矢（かねこ たくや）
- 金子猛志（かねこ たけし）
- 金子千穂（かねこ ちほ）…金子建二は父
- 金子七海（かねこ ななみ）…金子貴志は父
- 金子萌（かねこ はじめ）…金子良昭は父
- 金子良昭（かねこ よしあき）…金子萌は息子
- 金子龍介（かねこ りゅうすけ）+…金子龍斗は息子
- 金児隆太（かねこ りゅうた）
- 金子龍斗（かねこ りゅうと）…金子龍介は父
- 兼島敏弘（かねしま としひろ）+
- 金田諭（かねだ さとし）
- 金田大輔（かねだ だいすけ）
- 金田智博（かねだ ともひろ）…金沢競馬調教師・金田一晶は父
- 金藤一二三（かねとう ひふみ）+
- 金光佑治（かねみつ ゆうじ）+
- 金山立樹（かねやま りつき）
- 加納直人（かのう なおと）+
- 鎌倉涼（かまくら りょう）…深谷知博とは夫婦
- 鎌田義（かまだ ただし）+
- 神里琴音（かみざと ことね）
- 上條信一（かみじょう しんいち）+…上條嘉嗣、上條暢嵩は息子
- 上條暢嵩（かみじょう のぶたか）…上條信一は父、上條嘉嗣は実兄
- 上條嘉嗣（かみじょう よしつぐ）…上條信一は父、上條暢嵩は実弟
- 神ノ口国光（かみのくち くにみつ）+
- 亀岡紀智信（かめおか きちのぶ）+
- 亀本勇樹（かめもと ゆうき）
- 亀山高雅（かめやま たかまさ）+…亀山雅幸は実弟
- 亀山雅幸（かめやま まさゆき）…亀山高雅は実兄
- 蒲原健太（かもはら けんた）
- 栢場優子（かやば ゆうこ）+
- 茅原悠紀（かやはら ゆうき）
- 川合理司（かわい まさじ）
- 河合三弘（かわい みつひろ）
- 川井萌（かわい もえ）
- 河合佑樹（かわい ゆうき）
- 河合良夫（かわい よしお）+
- 河内一馬（かわうち かずま）
- 川上清人（かわかみ きよと）
- 川上昇平（かわかみ しょうへい）
- 川上聡介（かわかみ そうすけ）
- 川上剛（かわかみ たけし）…川上良雄は父
- 河上哲也（かわかみ てつや）
- 河上年昭（かわかみ としあき）
- 川上良雄（かわかみ よしお）+…川上剛は息子
- 川北浩貴（かわきた ひろたか）
- 川口国男（かわぐち くにお）+
- 川口貴久（かわぐち たかひさ）
- 川口みゆき（かわぐち みゆき）+…佐賀競馬真島元徳調教師は実兄、正徳騎手は実弟の姉、大輔騎手の叔母、旧姓・真島
- 川崎公靖（かわさき きみやす）
- 川崎誠志（かわさき せいじ）
- 川崎智稔（かわさき ともなり）
- 川崎智幸（かわさき ともゆき）
- 川島圭司（かわしま けいじ）
- 川島拓郎（かわしま たくろう）
- 川下晃司（かわしも こうじ）+
- 川尻泰輔（かわしり たいすけ）
- 川添健治（かわぞい けんじ）+
- 川添英正（かわぞえ ひでまさ）
- 川染一夫（かわぞめ かずお）+†
- 川田正人（かわた まさと）
- 川田芳郎（かわた よしろう）+
- 河内悠利杏（かわち ゆりあん）
- 川名稔（かわな みのる）+
- 川邉加奈子（かわなべ かなこ）+…河村了とは夫婦
- 河野真也（かわの しんや）
- 河野大（かわの だい）
- 河野武士（かわの たけし）+
- 川野芽唯（かわの めい）
- 川原愛未（かわはら あいみ）
- 河原順一（かわはら じゅんいち）+
- 川原祐明（かわはら ひろあき）
- 川原涼（かわはら りょう）
- 川辺郭人（かわべ がくと）
- 川俣昌史（かわまた まさひと）+
- 川村正輝（かわむら まさき）
- 川本静登（かわもと しずと）+
- 河村了（かわむら りょう）…川邉加奈子とは夫婦
- 川原正明（かわら まさあき）
- 勘川直幸（かんかわ なおゆき）+
- 貫地谷直人（かんじや なおと）…女優の貫地谷しほりは親戚
- 神田達也（かんだ たつや）
- 菅野はやか（かんの はやか）

### き
- 喜井つかさ（きい つかさ）
- 木内敏幸（きうち としゆき）+
- 喜川照正（きがわ てるまさ）+
- 菊地敬介（きくち けいすけ）
- 菊地孝平（きくち こうへい）
- 菊池宏志（きくち ひろし）
- 菊池峰晴（きくち みねはる）
- 菊原隆司（きくはら たかし）+
- 岸恵子（きし けいこ）
- 岸蔭亮（きしかげ あきら）
- 岸田嘉八郎（きしだ かはちろう）+
- 岸田崇（きしだ たかし）+
- 岸本隆（きしもと たかし）
- 岸本雄貴（きしもと ゆうき）
- 来田衣織（きた いおり）
- 喜多那由夏（きた なゆか）
- 木田峰由季（きだ みねゆき）
- 北岡淳（きたおか あつし）+
- 北川潤二（きたがわ じゅんじ）…北川敏弘の甥、北川太一の従兄
- 北川太一（きたがわ たいち）…北川敏弘は父、北川潤二の従弟
- 北川敏弘（きたがわ としひろ）…北川太一は息子、北川潤二の叔父
- 北川幸典（きたがわ ゆきのり）
- 喜多須杏奈（きたず あんな）
- 北中元樹（きたなか げんき）
- 木谷賢太（きだに けんた）
- 北野輝季（きたの てるき）
- 北原友次（きたはら ともつぐ）+…坂口貴彦は孫
- 北村征嗣（きたむら せいじ）
- 北村寧々（きたむら ねね）
- 北山康介（きたやま こうすけ）
- 木下貞親（きのした さだちか）+…梶野真未は娘
- 木下繁美（きのした しげみ）+
- 木下翔太（きのした しょうた）…真保敬義、木下裕美子元夫婦の息子
- 木下大將（きのした だいすけ）
- 木下雄介（きのした ゆうすけ）
- 木下裕美子（きのした ゆみこ）+…木下翔太は息子、真保敬義とは元夫婦
- 木下陽介（きのした ようすけ）
- 木下頼房（きのした よりふさ）+
- 木幡純也（きばた じゅんや）
- 君島秀三（きみじま しゅうぞう）
- 木村厚子（きむら あつこ）+†
- 木村薫（きむら かおる）+
- 木村恒一（きむら こういち）+
- 木村沙友希（きむら さゆき）
- 木村詳子（きむら しょうこ）+…津田裕絵の実妹
- 木村祥二（きむら しょうじ）+
- 木村隆（きむら たかし）+
- 木村颯（きむら はやて）+†
- 木村浩士（きむら ひろし）
- 木村仁紀（きむら まさき）…横田悠衣とは夫婦
- 木村政吉（きむら まさきち）+
- 木村光宏（きむら みつひろ）…西村美智子とは夫婦
- 木村亮太（きむら りょうた）
- 木村雄三（きむら ゆうぞう）+
- 木山和幸（きやま かずゆき）
- 木山誠一（きやま せいいち）
- 切田潤二（きりた じゅんじ）
- 桐村翔太（きりむら しょうた）+
- 桐本康臣（きりもと やすとみ）
- 桐生順平（きりゅう じゅんぺい）…競輪選手・桐生卓也は実兄

### く
- 草川壮良（くさかわ そら）
- 草場康幸（くさば やすゆき）
- 楠将太郎（くすのき しょうたろう）
- 楠原翔太（くすはら しょうた）…楠原正剛は実兄
- 楠原正剛（くすはら まさたか）…楠原翔太は実弟
- 葛原大陽（くずはら ひろあき）
- 楠本晃嗣（くすもと こうじ）+
- 沓名貴輝（くつな たかてる）+
- 國井隆（くにい たかし）+
- 國浦英徳（くにうら ひでのり）+
- 國崎良春（くにさき よしはる）
- 國弘翔平（くにひろ しょうへい）
- 久保隆（くぼ たかし）+
- 久保隆幸（くぼ たかゆき）+
- 久保田美紀（くぼた みき）+
- 久保原秀人（くぼはら ひでと）
- 窪田稔（くぼた みのる）+
- 窪田好弘（くぼた よしひろ）+
- 久間繁（くま しげる）+
- 熊谷直樹（くまがい なおき）+
- 熊本英一（くまもと えいいち）
- 倉尾大介（くらお だいすけ）…倉尾良一は父
- 倉尾良一（くらお りょういち）+…倉尾大介は息子
- 倉重宏明（くらしげ ひろあき）+
- 倉田郁美（くらた いくみ）…大塚浩二とは夫婦
- 倉田茂将（くらた しげまさ）…計盛光とは夫婦、大塚浩二、倉田郁美夫妻の甥
- 倉谷和信（くらたに かずのぶ）…関野文の父
- 倉富大誠（くらとみ たいせい）
- 倉持莉々（くらもち りり）
- 倉本富美夫（くらもと ふみお）+
- 倉本義充（くらもと よしみつ）+
- 栗城匠（くりき しょう）
- 栗原一馬（くりはら かずま）…栗原謙治は父
- 栗原謙治（くりはら けんじ）…栗原一馬は息子
- 栗原直也（くりはら なおや）
- 栗山繁洋（くりやま しげひろ）
- 黒井達矢（くろい たつや）
- 黒崎竜也（くろさき たつや）
- 黒澤めぐみ（くろさわ めぐみ）
- 黒瀬三幸（くろせ みつゆき）+
- 黒田誠司（くろだ せいじ）
- 黒田剛（くろだ たけし）
- 黒野元基（くろの もとき）
- 黒明花夢（くろみょう はなむ）…黒明良光は祖父
- 黒明良光（くろみょう よしみつ）+
- 畔柳俊吾（くろやなぎ しゅんご）
- 黒柳浩孝（くろやなぎ ひろたか）
- 桑島和宏（くわじま かずひろ）…地方競馬全国協会参与・桑島孝春は父、元中央競馬→地方競馬騎手・桑島孝明は伯父。
- 桑原明（くわはら あきら）+
- 桑原啓（くわはら あきら）
- 桑原悠（くわはら ゆう）
- 桑原淳一（くわばら じゅんいち）+…桑原将光は息子
- 桑原将光（くわばら まさみつ）…桑原淳一は父

### け
- 玄馬徹（げんば とおる）

### こ
- 小池礼乃（こいけ あやの）…小池公生は実兄
- 小池公生（こいけ きみお）…小池礼乃は実妹
- 小池修平（こいけ しゅうへい）…小池哲也は実兄
- 小池哲也（こいけ てつや）…小池修平は実弟
- 小泉秀雄（こいずみ ひでお）+
- 小泉秀人（こいずみ ひでと）+
- 江夏満（こうか みつる）
- 向後龍一（こうご りゅういち）
- 上坂龍三（こうさか りょうぞう）+
- 幸田智裕（こうだ ちひろ）
- 河野主樹（こうの かずき）
- 高野哲史（こうの さとし）
- 幸野史明（こうの ふみあき）
- 郷原章平（ごうはら しょうへい）
- 幸本誠（こうもと まこと）+
- 古賀勝則（こが かつのり）+
- 古賀繁輝（こが しげき）
- 古賀武日児（こが たけひこ）+
- 古賀千晶（こが ちあき）…吉田俊彦とは夫婦
- 古賀智之（こが ともゆき）
- 古賀雅晟（こが まさあき）+
- 古賀宗勝（こが むねかつ）+
- 黄金井力良（こがねい りきら）…競輪選手・黄金井憲は父、中西裕子とは夫婦
- 國分将太郎（こくぶん しょうたろう）
- 古結宏（こげつ ひろし）
- 小坂宗司（こさか たかし）
- 小坂尚哉（こさか なおや）
- 小坂風太（こざか ふうた）
- 小島幸弘（こじま たかひろ）+
- 小島大輔（こじま だいすけ）+
- 小島哲治（こじま てつじ）+
- 小島寿人（こじま ひさと）+
- 小菅文隆（こすが ふみたか）+
- 小杉志津江（こすぎ しずえ）+
- 児玉旭（こだま あきら）+
- 児玉強太郎（こだま きょうたろう）+…児玉光正は祖父、児玉富美雄の甥
- 小玉啓太（こだま けいた）
- 小玉種生（こだま たねお）+
- 五反田忍（ごたんだ しのぶ）
- 小寺拳人（こでら けんと）
- 後藤翔之（ごとう しょうし）…後藤隼之は実弟、後藤美翼は実妹、永井彪也と従兄弟、伊藤玲奈とは義兄、女優の秋山莉奈とは夫婦
- 後藤盛也（ごとう せいや）
- 後藤孝義（ごとう たかよし）
- 後藤隼之（ごとう はやと）…伊藤玲奈とは夫婦、後藤翔之は実兄、後藤美翼は実妹、永井彪也と従兄弟
- 後藤浩（ごとう ひろし）
- 後藤博（ごとう ひろし）+
- 後藤正宗（ごとう まさむね）…新美愛とは夫婦
- 後藤美翼（ごとう みく）…後藤翔之・後藤隼之は実兄、永井彪也と従兄妹
- 後藤道也（ごとう みちや）+
- 後藤麦（ごとう むぎ）+
- 後藤陽介（ごとう ようすけ）
- 小西英輝（こにし ひでき）
- 古場健也（こば けんや）+…古場輝義は父
- 小羽正作（こば しょうさく）+
- 古場輝義（こば てるよし）…古場健也は息子
- 木場雄二郎（こば ゆうじろう）
- 木場悠介（こば ゆうすけ）
- 小林一樹（こばやし かずき）…小林政広は父
- 小林甘寧（こばやし かんねい）
- 小林京平（こばやし きょうへい）
- 小林謙次（こばやし けんじ）+
- 小林茂幸（こばやし しげゆき）+
- 小林純一（こばやし じゅんいち）+
- 小林晋（こばやし しん）+†
- 小林大輔（こばやし だいすけ）+
- 小林孝彰（こばやし たかあき）
- 小林孝弘（こばやし たかひろ）
- 小林亨（こばやし とおる）+
- 小林愛実（こばやし なるみ）
- 小林文彦（こばやし ふみひこ）
- 小林昌敏（こばやし まさとし）+
- 小林基樹（こばやし もとき）
- 小林泰（こばやし やすし）…永井聖美とは夫婦
- 小林靖菜（こばやし やすな）+
- 小林祐介（こばやし ゆうすけ）+
- 小林遼太（こばやし りょうた）
- 小林礼央（こばやし れお）
- 小巻良至（こまき よしゆき）+
- 小松昇司（こまつ しょうじ）+
- 小松卓司（こまつ たくじ）
- 小松原恵美（こまつばら えみ）+
- 小宮淳史（こみや あつし）+
- 小宮涼雅（こみや りょうが）
- 後明俊夫（ごみょう としお）+
- 小森信雄（こもり のぶお）
- 古谷猛（こや たけし）+
- 小山勉（こやま つとむ）
- 小山義男（こやま よしお）+
- 是澤孝宏（これさわ たかひろ）
- 近藤稔也（こんどう としや）…新田芳美とは夫婦
- 近藤友宝（こんどう ともたか）
- 近藤颯斗（こんどう はやと）
- 近藤雄一郎（こんどう ゆういちろう）
- 近藤幸男（こんどう ゆきお）+
- 権藤俊光  (ごんどう としみつ)
- 近藤幸男（こんどう ゆきお）+

## さ行

### さ
- 雑賀勇貴（さいが ゆうき）
- 齋藤篤（さいとう あつし）+
- 齋藤勇（さいとう いさむ）
- 齋藤和政（さいとう かずまさ）
- 西塔莞爾（さいとう かんじ）+†
- 齊藤仁（さいとう じん）
- 齋藤達希（さいとう たつき）
- 齋藤築夫（さいとう つきお）+
- 齋藤智裕（さいとう ともひろ）
- 齊藤寛人（さいとう ひろと）+
- 齊藤大将（さいとう ひろまさ）
- 齋藤真之（さいとう まさゆき）
- 齊藤優（さいとう ゆう）
- 齋藤陽介（さいとう ようすけ）+
- 齋藤竜次（さいとう りゅうじ）+
- 斎藤凜（さいとう りん）
- 齊藤廉（さいとう れん）
- 坂咲友理（さか さゆり）…夏山亮平とは夫婦
- 坂井滉哉（さかい こうや）
- 坂井壽賀男（さかい すがお）+
- 酒井忠義（さかい ただよし）+
- 酒井俊弘（さかい としひろ）
- 坂井護（さかい まもる）+
- 坂井康嗣（さかい やすし）
- 酒井陽祐（さかい ようすけ）
- 坂井田晃（さかいだ あきら）+
- 坂上毅（さかうえ たけし）+
- 榮田将彦（さかえだ まさひこ）…片岡恵里とは夫婦
- 榊原直樹（さかきばら なおき）+
- 坂口愛（さかぐち あい）+
- 坂口明義（さかぐち あきよし）+
- 坂口貴彦（さかぐち たかひこ）…元競輪選手・坂口貴久は父、北原友次は祖父
- 坂口弘（さかぐち ひろし）+
- 坂口周（さかぐち めぐる）
- 坂田麻衣（さかた まい）+
- 坂田保雄（さかた やすお）+
- 坂谷真史（さかたに しんじ）+†…佐々木裕美とは夫婦
- 坂野さくら（さかの さくら）
- 坂野泰章（さかの やすあき）+
- 坂本一真（さかもと かずま）
- 坂元真一（さかもと しんいち）+
- 坂本誠治（さかもと せいじ）+†…野田祥子とは夫婦
- 阪本聖秀（さかもと としひで）+
- 坂本奈央（さかもと なお）…坂本啓行の姪
- 坂本徳克（さかもと のりかつ）
- 坂元浩仁（さかもと ひろひと）
- 坂本啓行（さかもと ひろゆき）+…坂本奈央の叔父
- 坂本雅佳（さかもと まさよし）+
- 坂本雄紀（さかもと ゆうき）
- 阪本勇介（さかもと ゆうすけ）
- 佐川正道（さがわ まさみち）
- 崎利仁（さき としひと）
- 崎野俊樹（さきの としき）+
- 先山健司（さきやま けんじ）+
- 佐口達也（さぐち たつや）…佐口芳男は父
- 作野恒（さくの ひさし）+
- 作間章（さくま あきら）
- 佐久間理（さくま おさむ）+
- 櫻井誠（さくらい まこと）+
- 櫻井優（さくらい まさる）
- 櫻井萬治（さくらい まんじ）+
- 櫻本あゆみ（さくらもと あゆみ）…元競輪選手・櫻本勝治は父、長畑友輔とは夫婦
- 酒見峻介（さけみ しゅんすけ）
- 佐々木巌（ささき いわお）
- 佐々木海成（ささき かいせい）+
- 佐々木和伸（ささき かずのぶ）…横西奏恵とは元夫婦、山崎小葉音は実子
- 佐々木完太（ささき かんた）
- 笹木香吾（ささき きょうご）
- 佐々木翔斗（ささき しょうと）
- 佐々木大河（ささき たいが）
- 佐々木輝雄（ささき てるお）+
- 佐々木英樹（ささき ひでき）…角浜修はいとこ
- 佐々木裕美（ささき ひろみ）
- 佐々木康幸（ささき やすゆき）
- 佐々野正行（ささの まさゆき）+
- 貞兼淳二（さだかね じゅんじ）
- 定野久恵（さだの ひさえ）+
- 佐竹昭雄（さたけ あきお）+
- 佐竹太一（さたけ たいち）
- 佐竹恒彦（さたけ つねひこ）…佐竹孝雄は父
- 佐竹友樹（さたけ ゆうき）
- 貞廣徳夫（さだひろ とくお）+
- 定松勇樹（さだまつ ゆうき）
- 貞本拓哉（さだもと たくや）+
- 佐藤昭夫（さとう あきお）+
- 佐藤旭（さとう あきら）
- 佐藤右京（さとう うきょう）
- 佐藤永梧（さとう えいご）
- 佐藤勝生（さとう かついき）+†
- 佐藤享子（さとう きょうこ）+
- 佐藤桂士（さとう けいじ）+
- 佐藤謙史朗（さとう けんしろう）
- 佐藤航（さとう こう）
- 佐藤幸子（さとう さちこ）+…旧姓・片山
- 佐藤駿介（さとう しゅんすけ）
- 佐藤庄一（さとう しょういち）+
- 佐藤世那（さとう せな）
- 佐藤大騎（さとう たいき）…佐藤裕紀は実兄
- 佐藤太亮（さとう たいすけ）
- 佐藤大介（さとう だいすけ）
- 佐藤大佑（さとう だいすけ）…競輪選手・佐藤晃三は父
- 佐藤翼（さとう つばさ）
- 佐藤博亮（さとう ひろあき）
- 佐藤裕紀（さとう ひろき）+…佐藤大騎は実弟
- 佐藤ほのか（さとう ほのか）
- 佐藤正子（さとう まさこ）+
- 佐藤悠（さとう ゆう）
- 佐藤雄治（さとう ゆうじ）+
- 佐藤隆太郎（さとう りゅうたろう）
- 里岡右貴（さとおか ゆうき）
- 眞田英二（さなだ えいじ）
- 真田翔磨（さなだ しょうま）+
- 實森美祐（さねもり みゆ）
- 佐野隆仁（さの たかひと）
- 澤大介（さわ だいすけ）
- 澤崎雄哉（さわざき ゆうや）
- 沢田昭宏（さわだ あきひろ）
- 沢田菊司（さわだ きくじ）+†
- 沢田重信（さわだ しげのぶ）+
- 澤田尚也（さわだ なおや）
- 澤中信吾（さわなか しんご）+
- 三瀬譲（さんせ ゆずる）+
- 山道諄也（さんどう じゅんや）
- 三馬崇史（さんば たかふみ）

### し
- 椎名政浩（しいな まさひろ）+
- 椎名豊（しいな ゆたか）
- 椎原工幸（しいはら こうゆき）+
- 椎原健（しいはら たけし）+
- 塩崎優司（しおさき ゆうじ）
- 塩崎桐加（しおざき ひさか）…石塚裕介とは夫婦
- 汐崎正則（しおざき まさのり）
- 塩田北斗（しおた ほくと）
- 塩田雄一（しおた ゆういち）
- 重木輝彦（しげき てるひこ）
- 重富健二（しげとみ けんじ）+†…重富伸也は息子
- 重富伸也（しげとみ しんや）…重富健二は父
- 重冨勇哉（しげとみ ゆうや）
- 重成一人（しげなり かずひと）…重成達郎は父
- 重成達郎（しげなり たつろう）+…重成一人は息子
- 重野哲之（しげの さとし）
- 繁野谷圭介（しげのや けいすけ）
- 志々目裕樹（ししめ ゆうき）+
- 志道吉和（しどう よしかず）
- 品川賢次（しながわ けんじ）
- 品川二千翔（しながわ にちか）
- 品田直樹（しなだ なおき）
- 信濃由行（しなの よしゆき）
- 篠木亜衣花（しのぎ あいか）
- 篠崎仁志（しのざき ひとし）…篠崎元志は実兄
- 篠崎元志（しのざき もとし）…篠崎仁志は実弟
- 篠田智昭（しのだ ともあき）+
- 篠田優也（しのだ ゆうや）
- 篠原和幸（しのはら かずゆき）+
- 篠原晟弥（しのはら せいや）
- 篠原飛翔（しのはら つばさ）
- 篠原俊夫（しのはら としお）+
- 篠原正知（しのはら まさとも）+
- 四宮与寛（しのみや ともひろ）
- 柴田愛梨（しばた あいり）…柴田光は父
- 柴田明宏（しばた あきひろ）+
- 芝田京介（しばた きょうすけ）…競輪選手・芝田和之は父
- 芝田浩治（しばた こうじ）
- 柴田大輔（しばた だいすけ）
- 柴田哲男（しばた てつお）+
- 柴田友和（しばた ともかず）
- 柴田朋哉（しばた ともや）…柴田直哉は双子の弟
- 柴田直哉（しばた なおや）…柴田朋哉は双子の兄
- 柴田光（しばた ひかる）…柴田愛梨は娘
- 柴田大樹（しばた ひろき）+
- 柴田百恵（しばた ももえ）
- 澁川夏（しぶかわ なつ）
- 渋田治代（しぶた はるよ）+…旧姓・元山
- 渋谷明憲（しぶや あきのり）
- 渋谷正義（しぶや まさよし）+
- 嶌明憲（しま あきのり）+
- 嶋義信（しま よしのぶ）
- 島川海輝（しまかわ かいき）
- 島川光男（しまかわ みつお）
- 島倉都（しまくら みやこ）
- 島崎丈一朗（しまざき じょういちろう）
- 島田一生（しまだ いっせい）
- 嶋田健二（しまだ けんじ）+…嶋田貴支は息子
- 島田賢人（しまだ けんと）
- 嶋田貴支（しまだ たかし）…嶋田健二は父
- 島田なぎさ（しまだ なぎさ）
- 嶋田有里（しまだ ゆうり）
- 島村隆幸（しまむら たかよし）
- 清水敦揮（しみず あつき）…清水沙樹とは夫婦
- 清水愛海（しみず あみ）
- 清水久美子（しみず くみこ）+
- 清水敬太（しみず けいた）+
- 清水攻二（しみず こうじ）
- 清水沙樹（しみず さき）…清水敦揮とは夫婦（旧姓・市村）
- 清水さくら（しみず さくら）
- 清水経昭（しみず つねあき）+
- 清水紀克（しみず のりかつ）
- 清水正博（しみず まさひろ）+†
- 清水未唯（しみず みゆ）
- 清水義之（しみず よしゆき）+
- 下河誉史（しもがわ たかふみ）…下河雅史は実弟
- 下河雅史（しもがわ まさふみ）…下河誉史は実兄
- 下條雄太郎（しもじょう ゆうたろう）
- 下田哲也（しもだ てつや）
- 下地鶴雄（しもぢ つるお）+
- 下出卓矢（しもで たくや）…下出秀明は実弟
- 下出秀明（しもで ひであき）+…下出卓矢は実兄
- 下寺秀和（しもでら ひでかず）
- 下野京香（しもの きょうか）
- 春藤康雄（しゅんとう やすお）+
- 庄司樹良々（しょうじ きらら）
- 庄司孝輔（しょうじ こうすけ）
- 庄司泰久（しょうじ やすひさ）+
- 上瀧和則（じょうたき かずのり）+…上瀧絢也は息子、前日本モーターボート選手会選手会長
- 上瀧絢也（じょうたき けんや）…上瀧和則は父
- 荘林幸輝（しょうばやし こうき）+
- 白井英治（しらい えいじ）
- 白井友晴（しらい ともはる）
- 白井弘文（しらい ひろふみ）
- 白石有美（しらいし あみ）
- 白石桂三（しらいし けいぞう）+…白石佳江は娘
- 白石浩二（しらいし こうじ）+
- 白石健（しらいし たけし）
- 白石佳江（しらいし よしえ）…白石桂三は父
- 白神優（しらが ゆう）
- 白濱重明（しらはま しげあき）+
- 白水勝也（しろうず かつや）
- 城間盛渚（しろま せいな）
- 神開一輝（しんかい かずき）+…競輪選手・神開将暢は父、競輪選手・神開浩史士朗は叔父。
- 新開文夫（しんかい ふみお）+
- 新開航（しんかい わたる）
- 新谷幸弘（しんたに ゆきひろ）+
- 新地雅洋（しんち まさひろ）+
- 新鶴田文広（しんつるた ふみひろ）+
- 新出浩司（しんで こうじ）
- 進藤侑（しんどう たすく）+†
- 新藤哲三（しんどう てつぞう）+
- 新堀一夫（しんぼり かずお）+
- 新良一規（しんら かずのり）+…山崎俊介の伯父

### す
- 末武里奈子（すえたけ りなこ）+
- 末續初義 （すえつぐ はつよし）+
- 末永和也（すえなが かずや）
- 末永祐輝（すえなが ゆうき）
- 末永由楽（すえなが ゆらく）
- 菅章哉（すが ふみや）
- 菅沼佳昭（すがぬま よしあき）
- 杉江浩明（すぎえ ひろあき）
- 鋤柄貴俊（すきがら たかとし）
- 杉田篤光（すぎた とくみつ）
- 杉原四郎（すぎはら しろう）+
- 杉村亀二（すぎむら かめじ）+
- 杉村賢也（すぎむら けんや）
- 杉本洋一（すぎもと よういち）+
- 杉山勝匡（すぎやま かつまさ）…栗山繁洋、杉山珠美元夫婦の息子
- 杉山喜一（すぎやま きいち）
- 杉山太陽（すぎやま たいよう）
- 杉山貴博（すぎやま たかひろ）
- 杉山裕也（すぎやま ひろなり）
- 杉山正樹（すぎやま まさき）
- 鈴木唯央（すずき いお）
- 鈴木勝博（すずき かつひろ）
- 鈴木錦一（すずき きんいち）+
- 鈴木慶太（すずき けいた）+…大滝明日香は従姉妹
- 鈴木賢一（すずき けんいち）
- 鈴木建三（すずき けんぞう）+
- 鈴木茂高（すずき しげたか）
- 鈴木茂正（すずき しげまさ）
- 鈴木秀茉（すずき しゅうま）…鈴木雄斗は実弟
- 鈴木峻佑（すずき しゅんすけ）
- 鈴木詔子（すずき しょうこ）+†
- 鈴木章司（すずき しょうじ）
- 鈴木孝明（すずき たかあき）
- 鈴木貴司（すずき たかし）+
- 鈴木孝之（すずき たかゆき）+
- 鈴木猛（すずき たけし）
- 鈴木唯由（すずき ただよし）+
- 鈴木敏裕（すずき としひろ）+
- 鈴木智啓（すずき ともひろ）…鈴木裕隆は実兄
- 鈴木成美（すずき なるみ）…オートレーサー・鈴木辰己は父、山田雄太とは元夫婦
- 鈴木広機（すずき ひろき）+
- 鈴木博（すずき ひろし）
- 鈴木裕隆（すずき ひろたか）…鈴木智裕は実弟
- 鈴木雅希（すずき まさき）
- 鈴木正人（すずき まさと）+
- 鈴木光男（すずき みつお）+…鈴木祐美子は娘
- 鈴木雄斗（すずき ゆうと）+
- 鈴木幸夫（すずき ゆきお）…鈴木（旧姓・田中）弓子とは夫婦
- 鈴木祐美子（すずき ゆみこ）…鈴木光男は父
- 鈴木弓子（すずき ゆみこ）+…鈴木幸夫とは夫婦
- 鈴木諒祐（すずき りょうすけ）+
- 鈴谷一平（すずたに いっぺい）
- 須田秀一（すだ しゅういち）+
- 須田大輝（すだ だいき）+
- 須藤隆雄（すとう たかお）
- 須藤博倫（すどう ひろみち）
- 砂川元（すなかわ はじめ）+
- 砂長知輝（すななが ともき）
- 角ひとみ（すみ ひとみ）
- 角川政志（すみかわ まさし）+
- 角谷健吾（すみや けんご）
- 陶山秀徳（すやま ひでのり）+
- 諏訪馨（すわ かおる）+…諏訪忠宏は実弟、浅見昌克、浅見宗孝の伯父
- 諏訪忠宏（すわ ただひろ）+…諏訪馨は実兄、浅見昌克、浅見宗孝の伯父

### せ
- 清埜翔子（せいの しょうこ）
- 瀬川大地（せがわ だいち）
- 瀬川公則（せがわ まさのり）
- 関忠志（せき ただし）+
- 関道（せき とおる）+
- 関浩哉（せき ひろや）
- 関宗雄（せき むねお）+
- 関裕也（せき ゆうや）
- 関口智久（せきぐち ともひさ）
- 関谷聖二（せきたに せいじ）+
- 関根彰人（せきね あきひと）
- 関野文（せきの あや）…倉谷和信は父
- 関野龍（せきの りゅう）+
- 妹尾忠幸（せのお ただゆき）
- 瀬尾達也（せのお たつや）+
- 芹澤克彦（せりざわ かつひこ）

### そ
- 相馬翔（そうま しょう）…オートレーサー・相馬康夫は父
- 十河伸吉（そごう のぶよし）+
- 外村幸三（そとむら こうぞう）+
- 曾根孝仁（そね たかひと）+
- 園田定雄（そのだ さだお）+
- 染川直哉（そめかわ なおや）+…國浦英徳の甥
- 反町泰明（そりまち やすあき）+

## た行

### た
- 高井駿弥（たかい しゅんや）
- 高井雄基（たかい ゆうき）
- 高石梨菜（たかいし りな）…伏田裕隆とは夫婦
- 高岡竜也（たかおか りゅうや）
- 高木圭右（たかぎ けいすけ）+
- 高木圭大（たかぎ けいた）
- 高木敏雄（たかぎ としお）+
- 高木茉白（たかぎ ましろ）
- 高倉和士（たかくら かずと）
- 高倉孝太（たかくら こうた）
- 高島克已（たかしま かつみ）+
- 田頭虎親（たがしら とらちか）
- 高田明（たかだ あきら）
- 高田綾（たかだ あや）
- 高田謙一（たかだ けんいち）+
- 高田悌二（たかだ ていじ）+
- 高田ひかる（たかだ ひかる）
- 高塚清一（たかつか せいいち）
- 鷹野煇（たかの あつし）+
- 高野心吾（たかの しんご）
- 高橋淳美（たかはし あつみ）
- 高橋勲（たかはし いさお）
- 高橋二朗（たかはし じろう）
- 高橋真吾（たかはし しんご）
- 高橋知絵（たかはし ちえ）+
- 高橋直哉（たかはし なおや）
- 高橋英之（たかはし ひでゆき）
- 高橋正男（たかはし まさお）…森脇まどかとは夫婦
- 高橋満（たかはし みつる）+
- 高橋悠花（たかはし ゆか）+
- 高橋龍治（たかはし りゅうじ）
- 高橋竜矢（たかはし りゅうや）
- 高憧四季（たかはた しき）
- 高濱芳久（たかはま よしひさ）
- 高部恒夫（たかべ つねお）+
- 田上晋六（たがみ すすむ）+…旧名・田上晋（本名・読みは同じ）
- 高柳成聡（たかやなぎ なるあき）+
- 高山敬悟（たかやま けいご）
- 高山智至（たかやま さとし）
- 高山哲也（たかやま てつや）+
- 高山秀雄（たかやま ひでお）
- 高山弘斗（たかやま ひろと）
- 高山隆成（たかやま りゅうせい）+
- 寳田亮治（たからだ りょうじ）
- 田川大貴（たがわ だいき）
- 田川忠志（たがわ ただし）+
- 田川晴美（たがわ はるみ）+
- 瀧川千依（たきかわ ちより）…向井田直弥とは夫婦
- 滝川真由子（たきかわ まゆこ）…中村辰也とは夫婦
- 滝沢織寧（たきざわ おりね）
- 滝澤友恵（たきざわ ともえ）+…水摩敦とは夫婦
- 滝沢芳行（たきざわ よしゆき）…滝沢崚は息子
- 滝沢崚（たきざわ りょう）…滝沢芳行は父
- 田口節子（たぐち せつこ）…田中健太郎とは元夫婦
- 田口美喜夫（たぐち みきお）+
- 竹井貴史（たけい たかし）…竹井奈美は実姉
- 竹井奈美（たけい なみ）…竹井貴史は実弟
- 武井莉里佳（たけい りりか）
- 竹上真司（たけうえ しんじ）
- 竹内吉弘（たけうち よしひろ）+
- 竹腰正樹（たけごし まさき）
- 武重雄介（たけしげ ゆうすけ）
- 竹下大樹（たけした だいき）
- 武田章（たけだ あきら）+
- 竹田和哉（たけだ かずや）…中村桃佳とは夫婦
- 武田信一（たけだ しんいち）
- 竹田辰也（たけだ たつや）
- 竹田広樹（たけだ ひろき）
- 武田文隆（たけだ ふみたか）+
- 武田正紀（たけだ まさのり）
- 武田光史（たけだ みつふみ）
- 竹田吉行（たけだ よしゆき）
- 武富智亮（たけどみ ともあき）
- 竹中晶（たけなか あき）+
- 竹野未華（たけの みか）+
- 竹之内極（たけのうち きわむ）
- 武原誠（たけはら まこと）+
- 竹間隆晟（たけま りゅうせい）
- 竹村明（たけむら あきら）+
- 竹村祥司（たけむら しょうじ）+
- 竹本貞明（たけもと さだあき）+
- 竹本太樹（たけもと たいじゅ）+
- 田崎公一（たざき きみかず）+
- 田崎豊（たざき ゆたか）+
- 田嶋茂（たじま しげる）+
- 田島信雄（たじま のぶお）+
- 田嶋登（たじま のぼる）+
- 田島美和（たじま みわ）+…新井康行とは夫婦
- 田嶋塁（たじま るい）
- 田代元気（たしろ げんき）+
- 田代達也（たしろ たつや）
- 田代善信（たしろ よしのぶ）+
- 田添康介（たぞえ こうすけ）
- 多田有佑（ただ ゆうすけ）
- 多田芳徳（ただ よしのり）+
- 立間充宏（たつま みつひろ）…寺田千恵とは夫婦
- 伊達正利（だて まさとし）
- 立具敬司（たてぐ けいじ）
- 館野友良（たての ともよし）+
- 田頭実（たどう みのる）
- 田中理（たなか おさむ）+
- 田中和也（たなか かずや）…原田佑実とは夫婦
- 田中京介（たなか きょうすけ）
- 田中堅（たなか けん）
- 田中健太郎（たなか けんたろう）+…田口節子とは元夫婦。結婚時は田口健太郎に改名。
- 田中宏典（たなか こうすけ）
- 田中孝征（たなか こうせい）+
- 田中定雄（たなか さだお）+
- 田中佐平（たなか さへい）+
- 田中繁之（たなか しげゆき）+
- 田中駿兵（たなか しゅんぺい）
- 田中信一郎（たなか しんいちろう）
- 田中伸二（たなか しんじ）+
- 田中節男（たなか せつお）+
- 田中瀬里奈（たなか せりな）
- 田中太一郎（たなか たいちろう）
- 田中孝明（たなか たかあき）
- 田中辰彦（たなか たつひこ）
- 田中豪（たなか つよし）
- 田中宏樹（たなか ひろき）
- 田中博子（たなか ひろこ）
- 田中博（たなか ひろし）+
- 田中寛（たなか ひろし）+
- 田中浩之（たなか ひろゆき）+
- 田中太（たなか ふとし）+
- 田中雄（たなか ゆう）+
- 田中勇輔（たなか ゆうすけ）
- 田中雅文（たなか まさふみ）+
- 田中之（たなか ゆき）+
- 田中良信（たなか よしのぶ）+
- 田鍋慶一（たなべ けいいち）+
- 田邉亮蔵（たなべ りょうぞう）
- 谷勝幸（たに かつゆき）
- 谷川宏之（たにかわ ひろゆき）+…谷川里江は娘
- 谷川里江（たにかわ りえ）…谷川宏之は父
- 谷川将太（たにがわ しょうた）
- 谷川祐一（たにがわ ゆういち）
- 谷口佳蓮（たにぐち かれん）
- 谷口健一（たにぐち けんいち）
- 谷口丞（たにぐち じょう）
- 谷口知優（たにぐち ともまさ）
- 谷口誠（たにぐち まこと）+
- 谷口勝（たにぐち まさる）+
- 谷田昭利（たにだ あきとし）+
- 谷村一哉（たにむら かずや）
- 谷村啓司（たにむら けいじ）
- 谷本幸司（たにもと こうじ）
- 田上直樹（たのうえ なおき）+
- 田上凜（たのうえ りん）
- 田野邊秀樹（たのべ ひでき）+
- 田村慶（たむら けい）
- 田村隆信（たむら たかのぶ）
- 田村美和（たむら みわ）…松堂留美の従姉妹
- 田村勇一（たむら ゆういち）+
- 為本智也（ためもと ともや）
- 田山和広（たやま かずひろ）+
- 多羅尾達之（たらお たつゆき）
- 垂水悠（たるみ ゆう）
- 檀将太（だん しょうた）…競輪選手・檀雄二は父
- 丹下健（たんげ たけし）…丹下将は実弟
- 丹下将（たんげ たもつ）…丹下健は実兄

### ち
- 近久大志（ちかひさ たいし）+
- 千葉真弥（ちば まや）
- 茶谷信次（ちゃたに しんじ）…小野桜とは元夫婦

### つ
- 塚越海斗（つかごし かいと）
- 塚崎勝（つかざき まさる）+
- 塚田修二（つかだ しゅうじ）
- 塚原武之（つかはら たけゆき）+
- 塚本太二郎（つかもと たいじろう）+
- 津川和郎（つがわ かずお）+
- 塚脇奈美（つかわき なみ）+
- 津久井拓也（つくい たくや）
- 佃信雄（つくだ のぶお）+
- 佃來紀（つくだ らいき）
- 柘植政浩（つげ まさひろ）
- 辻栄蔵（つじ えいぞう）
- 辻勉（つじつとむ）+
- 津田裕絵（つだ ひろえ）…木村詳子は実妹
- 津田道治（つだ みちはる）+
- 津田陸翔（つだ りくと）
- 土屋昭（つちや あきら）+
- 土屋太朗（つちや たろう）
- 土屋千明（つちや ちあき）…元オートレーサー・土屋栄三は父、土屋智則は実弟、オートレーサー・森村亮とは夫婦
- 土屋智則（つちや とものり）…元オートレーサー・土屋栄三は父、土屋千明は実姉
- 土屋実沙希（つちや みさき）
- 土屋南（つちや みなみ）…土屋蘭は実妹
- 土屋蘭（つちや らん）…土屋南は実姉
- 土屋幸宏（つちや ゆきひろ）+…引退後は京都市に本社のあるエー・アンド・エーに入社。競艇雑誌「マンスリーBOATRACE」編集者を振り出しに副編集長を経て現在は編集長。
- 土山卓也（つちやま たくや）…藤堂里香とは夫婦
- 筒井三治（つつい さんじ）+
- 筒井博利（つつい ひろとし）+†
- 筒井美琴（つつい みこと）
- 都築正治（つづき まさはる）
- 堤栄一郎（つつみ えいいちろう）+
- 堤啓輔（つつみ けいすけ）
- 堤健一（つつみ けんいち）+
- 堤昇（つつみ のぼる）
- 常住蓮（つねずみ れん）
- 坪井康晴（つぼい やすはる）
- 坪井爽佑（つぼい そうすけ）
- 坪内実（つぼうち みのる）
- 坪口竜也（つぼぐち たつや）
- 坪田英世（つぼた ひでよ）+
- 津留浩一郎（つる こういちろう）…山口裕二の従兄弟
- 鶴岡忠（つるおか ただし）+
- 鶴田勇雄（つるた いさお）
- 鶴本崇文（つるもと たかふみ）

### て
- 出口秀嗣（でぐち ひでつぐ）+
- 出口舞有子（でぐち まあこ）
- 出口幸弘（でぐち ゆきひろ）+
- 出畑孝成（でばた こうせい）
- 出畑孝典（でばた たかのり）
- 出村卓也（でむら たくや）+
- 出本正博（でもと まさひろ）
- 寺垣光（てらがき ひかり）+
- 寺崎幸春（てらさき ゆきはる）+
- 寺島和典（てらしま かずのり）+
- 寺嶋雄（てらしま ゆう）
- 寺島美里（てらしま みさと）…寺島吉彦は実兄
- 寺島吉彦（てらしま よしひこ）…寺島美里は実妹
- 寺田絵理香（てらだ えりか）+
- 寺田空詩（てらだ くう）
- 寺田祥（てらだ しょう）
- 寺田千恵（てらだ ちえ）…立間充宏とは夫婦
- 寺本重宣（てらもと しげのぶ）…寺本昇平は実兄
- 寺本昇平（てらもと しょうへい）…寺本重宣は実弟
- 寺本武司（てらもと たけし）+
- 照屋厚仁（てるや あつひと）…山本隆幸は再従兄弟

### と
- 土井歩夢（どい あゆむ）
- 土井祥伍（どい しょうご）
- 土井内大助（どいうち だいすけ）+
- 東郷晴美（とうごう はるみ）+
- 田路朋史（とうじ ともひと）
- 藤堂里香（とうどう りか）…土山卓也とは夫婦
- 堂原洋史（どうはら ひろふみ）
- 富樫麗加（とがし れいか）
- 常磐海心（ときわ かいしん）
- 徳増秀樹（とくます ひでき）
- 徳増宏美（とくます ひろみ）+…徳増富士雄とは夫婦
- 徳増富士雄（とくます ふじお）+…徳増宏美とは夫婦
- 戸敷晃美（とじき あきみ）
- 土性弘行（どしょう ひろゆき）+…土性雅也は息子
- 土性雅也（どしょう まさや）…土性弘行は父
- 登玉隼百（とだま はやと）
- 栩本佑介（とちもと ゆうすけ）+
- 戸塚邦好（とつか くによし）
- 刀根辰治（とね たつじ）+
- 外崎悟（とのさき さとる）
- 土肥繁（どひ しげる）+
- 飛田江己（とびた こうき）
- 富澤祐作（とみざわ ゆうさく）
- 富田恕生（とみた じょう）
- 富田佳昭（とみた よしあき）+
- 冨田秀幸（とみた ひでゆき）
- 富田佳治（とみだ けいじ）+
- 冨田祥（とみだ しょう）
- 富永夏哉人（とみなが かやと）
- 富永茂（とみなが しげる）+
- 富永修一（とみなが しゅういち）
- 富永大一（とみなが たいち）
- 富永正人（とみなが まさと）
- 富永恭史（とみなが やすひさ）+
- 冨成謙児（とみなり けんじ）
- 富山弘幸（とみやま ひろゆき）
- 冨好和幸（とみよし かずゆき）+…冨好祐真の叔父
- 冨好祐真（とみよし ゆうま）+…冨好和幸の甥。お笑い芸人・冨好真は父
- 友永明夫（ともなが あきお）+
- 友永照茂（ともなが てるしげ）+
- 友永慶近（ともなが よしちか）+
- 豊田聡（とよた さとる）+
- 豊田泰洋（とよた やすひろ）
- 豊田訓靖（とよだ くにやす）
- 豊田健士郎（とよだ けんしろう）
- 豊田祥生（とよだ しょうき）
- 豊田光紀（とよだ みつのり）+
- 豊田結（とよだ ゆい）…オートレーサー・赤堀翼とは夫婦
- 豊村功（とよむら いさお）+
- 鳥居千恵（とりい ちえ）+
- 鳥居塚孝博（とりいづか たかひろ）
- 鳥飼眞（とりかい まこと）

## な行

### な
- 仲航太（なか こうた）
- 中亮太（なか りょうた）
- 中井俊祐（なかい しゅんすけ）
- 中井紘司（なかい こうじ）+†
- 永井三郎（ながい さぶろう）+…永井源は息子
- 永井節雄（ながい せつお）+
- 永井彪也（ながい ひょうや）…後藤翔之と後藤隼之と後藤美翼とは従兄弟
- 永井聖美（ながい まさみ）…小林泰とは夫婦
- 永井源（ながい みなもと）…永井三郎は父
- 永井亮次（ながい りょうじ）
- 中石勝也（なかいし かつや）+
- 中尾彩香（なかお さやか）
- 中尾智博（なかお ともひろ）+
- 中尾英彦（なかお ひでひこ）+
- 中尾誠（なかお まこと）+
- 中尾優香（なかお ゆうか）
- 長尾京志郎（ながお きょうしろう）
- 長尾章平（ながお しょうへい）
- 長尾萌加（ながお もか）
- 中岡健人（なかおか けんと）
- 中岡正彦（なかおか まさひこ）
- 長岡茂一（ながおか しげかず）+
- 長岡良也（ながおか りょうや）
- 中上勝貴（なかがみ かつき）+
- 中川りな（なかがわ りな）
- 中北涼（なかきた りょう）…中北将史は従姉妹
- 中北将史（なかぎた まさし）…中北涼は従兄弟
- 仲口俊博（なかぐち としひろ）+…仲口博崇は息子
- 仲口博崇（なかぐち ひろたか）…仲口俊博は父、オートレーサー・仲口武志は実弟
- 長崎慶一（ながさき けいいち）+
- 中里昌志（なかさと まさし）…中里優子とは夫婦
- 中里優子（なかさと ゆうこ）…阿部雅子は実姉、中里昌志とは夫婦、旧姓・阿部
- 中里英夫（なかざと ひでお）
- 中澤和志（なかざわ かずし）
- 中澤宏奈（なかざわ ひろな）
- 中島真二（なかしま しんじ）
- 中嶋誠一郎（なかしま せいいちろう）
- 中島昂章（なかしま たかあき）
- 中島友和（なかしま ともかず）
- 中島浩哉（なかしま ひろや）
- 中嶋健一郎（なかじま けんいちろう）
- 中島孝平（なかじま こうへい）
- 中島秀治（なかじま しゅうじ）
- 中嶋世奈（なかじま せな）
- 中嶋達也（なかじま たつや）
- 中島常价（なかじま つねよし ）+†
- 中島浩喜（なかじま ひろき）+
- 中島康孝（なかじま やすたか）+†
- 中島航（なかじま わたる）
- 長嶋万記（ながしま まき）
- 永嶋裕一（ながしま ゆういち）
- 永瀬巧（ながせ たくみ）+
- 中世古充（なかせこ みつる）+
- 中曽瑠華（なかそ るか）
- 中田元泰（なかた げんた）
- 中田達也（なかた たつや）+†
- 中田友也（なかだ ともや）⋯中田夕貴は実妹
- 中田夕貴（なかだ ゆき）⋯中田友也は実兄
- 中田竜太（なかだ りゅうた）…オートレーサー・中田義明は父、浜田亜理沙とは夫婦
- 永田啓二（ながた けいじ）
- 永田秀二（ながた しゅうじ）
- 永田純也（ながた じゅんや）+
- 永田郁弥（ながた ふみや）+
- 永田義紘（ながた よしひろ）
- 永田楽（ながた らく）
- 中谷朋子（なかたに ともこ）
- 仲谷颯仁（なかたに はやと）
- 中谷有希（なかたに ゆうき）+
- 長谷浩（ながたに ひろし）+
- 中辻崇人（なかつじ たかひと）
- 中辻博訓（なかつじ ひろのり）…加藤元三の義理の息子
- 中西寛治（なかにし かんじ）+
- 中西長松（なかにし ちょうまつ）+
- 中西勉（なかにし つとむ）+
- 中西照彦（なかにし てるひこ）+
- 中西宏文（なかにし ひろふみ）+
- 中西裕子（なかにし ゆうこ）+…黄金井力良とは夫婦
- 中野和裕（なかの かずひろ）
- 中野希一（なかの きいち）
- 中野孝二（なかの こうじ）
- 中野次郎（なかの じろう）
- 仲野卓巳（なかの たくみ）+
- 中野壽男（なかの ひさお）+
- 中野秀彦（なかの ひでひこ）+
- 中野夢斗（なかの ゆめと）
- 中野仁照（なかの よしてる）
- 長野壮志郎（ながの そうしろう）
- 長野道臣（ながの みちお）
- 中ノ瀬基一（なかのせ きいち）+
- 中畑孝（なかはた たかし）+
- 長畑友輔（ながはた ゆうすけ）…櫻本あゆみとは夫婦
- 中林秀人（なかばやし ひでと）+
- 永松良教（ながまつ りょうた）
- 長溝一生（ながみぞ かずき）+
- 仲道大輔（なかみち だいすけ）
- 中道善博（なかみち よしひろ）+
- 長嶺豊  （ながみね ゆたか）+†
- 中村晃朋（なかむら あきとも）…中村桃佳の実兄
- 中村紋夕梨（なかむら あゆり）
- 中村五喜（なかむら いつき）+†
- 中村栄治（なかむら えいじ）
- 中村魁生（なかむら かいせい）
- 中村かなえ（なかむら かなえ）
- 中村聡志（なかむら さとし）+
- 中村重雄（なかむら しげお）+
- 中村駿平（なかむら しゅんぺい）…中村泰平は実兄
- 中村精二（なかむら せいじ）+
- 中村泰平（なかむら たいへい）…中村駿平は実弟
- 中村忠文（なかむら ただふみ）+
- 中村尊（なかむら たける）
- 中村格（なかむら ただし）+
- 中村辰也（なかむら たつや）…滝川真由子とは夫婦
- 中村照美（なかむら てるみ）+
- 中村稔宏（なかむら としひろ）+
- 中村智也（なかむら ともや）+
- 中村直喜（なかむら なおき）+
- 中村将隆（なかむら のぶたか）
- 中村日向（なかむら ひゅうが）
- 中村裕将（なかむら ひろのぶ）
- 中村真（なかむら まこと）
- 中村桃佳（なかむら ももか）…中村晃朋は実兄、竹田和哉とは夫婦
- 中村守成（なかむら もりしげ）
- 中村有裕（なかむら ゆうすけ）
- 中村義雄（なかむら よしお）+
- 中村亮太（なかむら りょうた）+
- 中元浩司（なかもと こうじ）+
- 仲本舜（なかもと しゅん）
- 中本大樹（なかもと だいき）
- 中森宏高（なかもり ひろたか）+
- 中山将（なかやま しょう）
- 中山将太（なかやま しょうた）
- 中山翔太（なかやま しょうた）
- 中山秀峰（なかやま ひでみね）+
- 中山雄太（なかやま ゆうた）
- 長與繁（ながよ しげる）+
- 中渡修作（なかわたり しゅうさく）
- 奈須啓太（なす けいた）
- 夏山博史（なつやま ひろし）+…夏山亮平は息子
- 夏山亮平（なつやま りょうへい）…夏山博史は父
- 鍋島弘（なべしま ひろし）+
- 行谷吉範（なめがや よしのり）+
- 楢崎英樹（ならざき ひでき）+
- 成貞琳平（なりさだ りんぺい）
- 難波茂（なんば しげる）+
- 難波雄三（なんば ゆうぞう）+
- 南部圭史（なんぶ けいし）+

### に
- 新名文博（にいな ふみひろ）+
- 新美恵一（にいみ けいいち）+…新美進司はいとこ
- 新美進司（にいみ しんじ）+…新美恵一はいとこ
- 新美愛（にいみ めぐむ）+…後藤正宗とは夫婦
- 西和則（にし かずのり）+
- 西重次（にし しげつぐ）+
- 西茂登子（にし もとこ）+
- 西尾亮輔（にしお りょうすけ）
- 西岡育未（にしおか いくみ）…西岡成美は実妹
- 西岡顕心（にしおか けんしん）
- 西岡蒼志（にしおか そうし）
- 西岡成美（にしおか なるみ）…西岡育未は実姉
- 西川新太郎（にしかわ しんたろう）
- 西川拓利（にしかわ たくと）
- 西川昌希（にしかわ まさき）+
- 西川真人（にしかわ まさと）
- 西川美智代（にしかわ みちよ）+
- 西坂香松（にしざか かしょう）+
- 西澤日花里（にしざわ ひかり）…村上遼とは夫婦
- 西島義則（にしじま よしのり）…元中央競馬騎手・田原成貴はいとこ
- 西田靖（にしだ やすし）
- 西田和加（にしだ わか）
- 西舘健（にしだて けん）
- 西舘果里（にしだて みさと）
- 仁科さやか（にしな さやか）
- 西野翔太（にしの しょうた）
- 西野長一（にしの ちょういち）+
- 西野雄貴（にしの ゆうき）…松尾夏海とは夫婦
- 西橋奈未（にしはし なみ）
- 西原明生（にしはら あきお）
- 西堀源市郎（にしぼり げんいちろう）+
- 西丸敦基（にしまる あつき）
- 西丸侑太朗（にしまる ゆうたろう）
- 西村歩（にしむら あゆみ）…元競輪選手・西村暢一は父
- 西村拓也（にしむら たくや）
- 西村豪洋（にしむら たけひろ）
- 西村秀樹（にしむら ひでき）
- 西村勝（にしむら まさる）…川田久子とは夫婦
- 西村美智子（にしむら みちこ）…木村光宏とは夫婦
- 西本二郎（にしもと じろう）+
- 西山昇一（にしやま しょういち）+
- 西山貴浩（にしやま たかひろ）
- 西山祐希（にしやま ゆうき）
- 新田健三（にった けんぞう）+†
- 新田智彰（にった ともあき）
- 新田泰章（にった やすあき）…新田有理は実妹
- 新田雄史（にった ゆうし）
- 新田幸晴（にった ゆきはる）+
- 新田有理（にった ゆり）+…新田泰章は実兄
- 新田洋一（にった よういち）
- 新田芳美（にった よしみ）…近藤稔也とは夫婦
- 蜷川哲平（にながわ てっぺい）
- 二宮博貴（にのみや ひろき）+
- 二橋学（にはし まなぶ）+
- 二瓶徹（にへい とおる）+
- 丹羽之宏（にわ ゆきひろ）+

### ぬ
- 沼田克彦（ぬまた かつひこ）+
- 沼田七華（ぬまた ななか）
- 沼田大都（ぬまた  ひろと）
- 沼田嘉弘（ぬまた よしひろ）+

### ね
- 根木康弘（ねぎ やすひろ）+
- 根岸健一（ねぎし けんいち）+
- 根岸春雄（ねぎし はるお）+
- 根岸真優（ねぎし まゆ）
- 根谷数夫（ねたに かずお）+
- 根本和子（ねもと かずこ）+
- 根本康弘（ねもと やすひろ）+
- 練木正義（ねりき まさよし）+

### の
- 野相弘司（のあい ひろし）
- 能仁政治（のうにん まさはる）+
- 能見稔（のうみ みのる）+
- 野口勝弘（のぐち かつひろ）
- 野崎進（のざき すすむ）+
- 野澤大二（のざわ だいじ）+
- 野末智一（のずえ ともかず）…野末昌男は父
- 野末昌男（のずえ まさお）+…野末智一は息子
- 野添貴裕（のぞえ たかひろ）+
- 野田彩加（のだ あやか）
- 野田祥子（のだ しょうこ）+
- 野田昇吾（のだ しょうご）…声優の佳村はるかとは夫婦
- 野田貴博（のだ たかひろ）+
- 野田なづき（のだ なづき）
- 野田部宏子（のたべ ひろこ）
- 能登屋亮一（のとや りょういち）+
- 野中一平  （のなか いっぺい）
- 野中和夫（のなか かずお）+
- 野中義生（のなか よしお）
- 野長瀬正孝（のながせ まさたか）
- 伸澤進（のぶさわ すすむ）+
- 野辺香織（のべ かおり）+
- 登みつよ（のぼり みつよ）+…登みひ果は娘
- 登みひ果（のぼり みひか）…登みつよは母
- 野間大樹（のま だいき）
- 野見山拓己（のみやま たくみ）
- 野村誠（のむら まこと）
- 乃村康友（のむら やすとも）
- 野山一（のやま はじめ）+
- 則次千恵子（のりつぐ ちえこ）+

## は行

### は
- 萩原丈太朗（はぎはら じょうたろう）
- 萩原秀人（はぎはら ひでと）…三上陽子とは夫婦
- 萩原篤（はぎわら あつし）+
- 萩原知哉（はぎわら ともや）
- 萩原善行（はぎわら よしゆき）+
- 橋口真樹（はしぐち まき）
- 橋爪由紀（はしづめ ゆき）+
- 橋田謙二郎（はしだ けんじろう）+
- 橋本明（はしもと あきら）
- 橋本恵治（はしもと けいじ）+
- 橋本健造（はしもと けんぞう）+
- 橋本年光（はしもと としみつ）
- 橋本久和（はしもと ひさかず）
- 橋本英一（はしもと ひでかず）
- 橋本二三夫（はしもと ふみお）+
- 橋谷田佳織（はしやだ かおり）
- 長谷川巌（はせがわ いわお）
- 長谷川勝三（はせがわ かつぞう）+
- 長谷川清（はせがわ きよし）+
- 長谷川晴哉（はせがわ せいや）
- 長谷川玉義（はせがわ たまよし）+
- 長谷川親王（はせがわ ちかお）
- 長谷川暖（はせがわ ひなた）
- 長谷川雅和（はせがわ まさかず）
- 長谷川充（はせがわ みつる）
- 秦英悟（はた えいご）
- 畑和宏（はた かずひろ）
- 畑竜生（はた たつき）
- 秦直也（はた なおや）+
- 羽田妃希（はだ きさき）
- 馬袋義則（ばたい よしのり）
- 畑田希咲（はただ きさき）
- 畑田汰一（はただ たいち）
- 蜂須瑞生（はちす みずき）
- 八田武志（はった たけし）+
- 服部達哉（はっとり たつや）
- 服部剛（はっとり つよし）
- 服部正彦（はっとり まさひこ）+…服部幸男は息子
- 服部幸男（はっとり ゆきお）…服部正彦は父
- 花井潤（はない じゅん）+
- 花田凱成（はなだ かいせい）
- 花田和明（はなだ かずあき）
- 花田龍美（はなだ たつみ）+†
- 花本剛（はなもと ごう）
- 花本大樹（はなもと だいき）+
- 花本夏樹（はなもと なつき）
- 羽野直也（はの なおや）…羽野諒は実弟
- 羽野諒（はの りょう）…羽野直也は実兄
- 馬場剛（ばば つよし）
- 馬場貴也（ばば よしや）
- 濱崎寿里矢（はまさき じゅりや）…濱崎直矢は実兄
- 濱崎直矢（はまさき なおや）…濱崎寿里矢は実妹
- 濱崎誠（はまさき まこと）
- 浜先真範（はまさき まさのり）
- 浜崎準也（はまざき じゅんや）
- 浜田亜理沙（はまだ ありさ）…中田竜太とは夫婦
- 浜田和弘（はまだ かずひろ）+
- 濱田隆浩（はまだ たかひろ）+
- 濱田力（はまだ ちから）+
- 浜田博（はまだ ひろし）+
- 浜野孝志（はまの たかし）
- 濱野斗馬（はまの とうま）
- 濱野谷憲吾（はまのや けんご）…中央競馬元騎手の浜野谷憲尚の実弟[1]
- 濱村敏夫（はまむら としお）+
- 濱村美鹿子（はまむら みかこ）+
- 濱村芳宏（はまむら よしひろ）+
- 濱本優一（はまもと ゆういち）
- 浜本裕己（はまもと ゆうき）
- 早川清一（はやかわ きよかず）+
- 早川尚人（はやかわ ひさと）
- 早坂こずえ（はやさか こずえ）+
- 林明治（はやし あきはる）+
- 林侃 (はやし あきら) +
- 林和雄（はやし かずお）+
- 林恵祐（はやし けいすけ）
- 林慎一（はやし しんいち）+
- 林輝已（はやし てるみ）+
- 林通（はやし とおる）+…林貢の実兄
- 林正男（はやし まさお）+
- 林貢（はやし みつぐ）+…林通の実弟
- 林祐介（はやし ゆうすけ）
- 林美憲（はやし よしのり）…栄幸敏の甥
- 林寺辰巳（はやしでら たつみ）+
- 原加央理（はら かおり）
- 原準（はら じゅん）+
- 原拓民（はら たくみ）+
- 原豊土（はら とよと）
- 原義昭（はら よしあき）+
- 原由樹夫（はら ゆきお）+
- 原口勇（はらぐち いさむ）+
- 原田篤志（はらだ あつし）
- 原田才一郎（はらだ さいいちろう）…原田富士男は父、原田雄次は実弟
- 原田順一（はらだ じゅんいち）+
- 原田俊法（はらだ としのり）+
- 原田智和（はらだ ともかず）
- 原田秀弥（はらだ ひでや）
- 原田富士男（はらだ ふじお）+…原田才一郎・原田雄次の父、旧姓・上田
- 原田正己（はらだ まさみ）+
- 原田通雅（はらだ みちまさ）+
- 原田雄次（はらだ ゆうじ）…原田富士男は父、原田才一郎は実兄
- 原田幸哉（はらだ ゆきや）
- 原田佑実（はらだ ゆみ）…田中和也とは夫婦
- 原村拓也（はらむら たくや）
- 原村百那（はらむら ももな）
- 播口昌司（はりぐち しょうじ）+
- 春園功太（はるぞの こうた）
- 伴将典（ばん まさのり）+
- 半杭幸子（はんぐい さちこ）+
- 半田尚也（はんだ なおや）
- 半田弘志（はんだ ひろし）+†
- 半田幸男（はんだ ゆきお）+
- 坂東満（ばんどう みつる）

### ひ
- 樋江井舞（ひえい まい）…樋江井慎祐は父
- 樋江井慎祐（ひえい まさひろ）…樋江井舞は娘
- 稗田聖也（ひえだ せいや）
- 日笠勝弘（ひがさ まさひろ）
- 東健介（ひがし けんすけ）
- 東口晃（ひがしぐち あきら）
- 東根浅雄（ひがしね あさお）+
- 東本勝利（ひがしもと かつとし）
- 東本千佳（ひがしもと ちか）+
- 樋口範政（ひぐち のりまさ）
- 樋口由加里（ひぐち ゆかり）
- 樋口喜彦（ひぐち よしひこ）
- 樋口保宏（ひぐち やすひろ）+…樋口亮は息子
- 樋口亮（ひぐち りょう）…樋口保宏は父
- 彦坂径冶（ひこさか けいや）+
- 彦坂郁雄（ひこさか いくお）+
- 彦坂真太郎（ひこさか しんたろう）+
- 久田武（ひさだ たけし）
- 久田敏之（ひさだ としゆき）…久田正晴は父
- 久田正晴（ひさだ まさはる）+…久田敏之は息子
- 久富政弘（ひさとみ まさひろ）
- 久永祥平（ひさなが しょうへい）
- 泥谷一毅（ひじや かつき）…泥谷重次は父
- 泥谷重次（ひじや しげつぐ）+…泥谷一毅は息子
- 日高逸子（ひだか いつこ）
- 百武翔（ひゃくたけ しょう）
- 平井勇（ひらい いさむ）+
- 平井佐緒里（ひらい さおり）+
- 平井紀之（ひらい のりゆき）+
- 平井誉志郎（ひらい よしろう）+
- 平池仁志（ひらいけ ひとし）
- 平石和男（ひらいし かずお）
- 平尾崇典（ひらお たかのり）…山本寛久の従兄弟
- 平岡重典（ひらおか しげのり）
- 平賀圭（ひらが けい）+
- 平川香織（ひらかわ かおり）
- 平子茂（ひらこ しげる）+†
- 平瀬城啓（ひらせ くにひろ）…金沢競馬騎手・平瀬城久は実兄
- 平田健之佑（ひらた けんのすけ）…競輪選手・平田雅己は父
- 平田さやか（ひらた さやか）
- 平田忠則（ひらた ただのり）
- 平高奈菜（ひらたか なな）
- 平野和明（ひらの かずあき）
- 平野恭兵（ひらの きょうへい）+
- 平野小六（ひらの ころく）+
- 平野勇志（ひらの ゆうし）+
- 平見真彦（ひらみ まさひこ）…藤井孝臣の甥
- 平本さやか（ひらもと さやか）+…平本真之とは夫婦、旧姓・栃原
- 平本真之（ひらもと まさゆき）…平本さやかとは夫婦
- 平山智加（ひらやま ちか）…福田雅一とは夫婦
- 廣瀬篤哉（ひろせ あつや）
- 廣瀬真也（ひろせ しんや）
- 広瀬政徳（ひろせ まさのり）+…廣瀬将亨は息子
- 広瀬政憲（ひろせ まさのり）+
- 広瀬聖仁（ひろせ まさひと）
- 廣瀬将亨（ひろせ まさゆき）…広瀬政徳は父
- 廣瀬凜（ひろせ りん）
- 広次修（ひろつぐ おさむ）
- 廣中智紗衣（ひろなか ちさえ）…深水慎一郎とは夫婦
- 廣中良一（ひろなか りょういち）

### ふ
- 深井利寿（ふかい としひさ）
- 深尾巴恵（ふかお ともえ）
- 深川和仁（ふかがわ かずひと）
- 深川真二（ふかがわ しんじ）…小山正義のいとこ
- 深川麻奈美（ふかがわ まなみ）…競輪選手・高鍋邦彰とは夫婦
- 深澤達徳（ふかさわ たつのり）
- 深澤勉（ふかさわ つとむ）+
- 深見亜由美（ふかみ あゆみ）…深見康司は父
- 深水慎一郎（ふかみず しんいちろう）…廣中智紗衣とは夫婦
- 深谷修造（ふかや しゅうぞう）+
- 深谷知博（ふかや ともひろ）…鎌倉涼とは夫婦
- 深山祐二（ふかやま ゆうじ）
- 福岡泉水（ふくおか いずみ）…吉田凌太朗とは夫婦
- 福岡晴義（ふくおか はるよし）+
- 福下勉（ふくした つとむ）+
- 福嶋智之（ふくしま ともゆき）
- 福島勇樹（ふくしま ゆうき）
- 福島陽子（ふくしま よおこ）
- 福田理（ふくだ おさむ）
- 福田慶尚（ふくだ けいしょう）+
- 福田宗平（ふくだ しゅうへい）
- 福田翔吾（ふくだ しょうご）
- 福田信義（ふくだ のぶよし）+
- 福田雅一（ふくだ まさかず）…平山智加とは夫婦
- 福谷健（ふくたに たけし）+
- 福永達夫（ふくなが たつお）+
- 福本忠治（ふくもと ただはる）+
- 福山恵里奈（ふくやま  えりな）
- 福来剛（ふくらい つよし）
- 藤井勝巳（ふじい かつみ）+
- 藤井清志（ふじい きよし）+
- 藤井定美（ふじい さだみ）+
- 藤井理（ふじい さとる）+
- 藤井太雅（ふじい たいが）
- 藤井孝臣（ふじい たかとみ）+…平見真彦の叔父
- 藤井徹（ふじい とおる）
- 藤井公人（ふじい なおと）
- 藤井昌子（ふじい まさこ）+
- 藤井泰治（ふじい やすはる）+
- 藤岡俊介（ふじおか しゅんすけ）
- 藤川澄夫（ふじかわ すみお）+
- 藤川利文（ふじかわ としふみ）+
- 藤崎小百合（ふじさき さゆり）
- 伏田裕隆（ふしだ ひろたか）…高石梨菜とは夫婦
- 藤田俊祐（ふじた しゅんすけ）
- 藤田竜弘（ふじた たつひろ）…藤田靖弘は実弟
- 藤田治義（ふじた はるよし）+
- 藤田浩人（ふじた ひろひと）
- 藤田美代（ふじた みよ）…藤丸光一とは夫婦
- 藤田靖弘（ふじた やすひろ）…藤田竜弘は実兄
- 藤繩保二（ふじなわ やすじ）+
- 藤原輝吉（ふじはら てるよし）+
- 藤丸光一（ふじまる こういち）…藤田美代とは夫婦
- 伏見俊介（ふしみ しゅんすけ）
- 伏見卓（ふしみ すぐる）+
- 藤村明（ふじむら あきら）+
- 藤村魁一（ふじむら かいち）+
- 福本忠治（ふくもと ただはる）+
- 福本悠（ふくもと ゆう）+
- 藤本元輝（ふじもと げんき）
- 藤本紗弥香（ふじもと さやか）
- 藤本佳史（ふじもと よしふみ）
- 藤森拓海（ふじもり たくみ）
- 藤森陸斗（ふじもり りくと）
- 藤山翔大（ふじやま しょうた）…藤山雅弘は実兄、吉永浩則・吉永則雄とは再従兄弟
- 藤山雅弘（ふじやま まさひろ）…藤山翔大は実弟、吉永浩則・吉永則雄とは再従兄弟
- 藤生雄人（ふじゅう たけひと）
- 藤原碧生（ふじわら あおい）
- 藤原啓史朗（ふじわら けいしろう）
- 藤原早菜（ふじわら さな）
- 藤原真也（ふじわら しんや）+
- 藤原仙二（ふじわら せんじ）
- 藤原孝斗（ふじわら たかと）
- 藤原菜希（ふじわら なつき）
- 毒島誠（ぶすじま まこと）…池田幸美とは夫婦
- 伏島祐介（ふせじま ゆうすけ）
- 渕田修市（ふちた しゅういち）+
- 夫津木栄次郎（ふづき えいじろう）+
- 船岡洋一郎（ふなおか よういちろう）
- 船越健吾（ふなこし けんご）
- 冨名腰桃奈（ふなこし ももな）
- 古川健（ふるかわ けん）
- 古川舞（ふるかわ まい）+
- 古川誠之（ふるかわ まさゆき）
- 古澤信二（ふるさわ しんじ）
- 古澤光紀（ふるさわ みつのり）
- 古田文雄（ふるた ふみを）+
- 古田祐貴（ふるた ゆうき）
- 古武功（ふるたけ いさお）+
- 古野智丈（ふるの としひろ）+

### へ
- 別府昌樹（べっぷ まさき）
- 別府正幸（べっぷ まさゆき）
- 別府重信（べっぷ しげのぶ）+
- 蛇山清（へびやま きよし）+†
- 辺見新治（へんみ しんじ）+

### ほ
- 星栄爾（ほし えいじ）
- 星川守（ほしかわ まもる）+
- 星野太郎（ほしの たろう）
- 星野政彦（ほしの まさひこ）
- 細川明人（ほそかわ あきと）
- 細川裕子（ほそかわ ゆうこ）
- 堀江喜一郎（ほりえ きいちろう）+
- 堀川隆（ほりかわ たかし）+
- 堀越雄貴（ほりこし ゆうき）
- 堀之内紀代子（ほりのうち きよこ）…松村康太とは元夫婦
- 堀本和也（ほりもと かずや）
- 堀本翔太（ほりもと しょうた）
- 堀本裕也（ほりもと ゆうや）
- 本田愛（ほんだ あい）
- 本多宏和（ほんだ ひろかず）
- 本田正雄（ほんだ まさお）+
- 本部真吾（ほんぶ しんご）+…本部めぐみとは夫婦
- 本部めぐみ（ほんぶ めぐみ）…本部真吾とは夫婦、旧姓・西村

## ま行

### ま
- マイケル田代（まいける たしろ）…初のフィリピン国籍のボートレーサー（日系フィリピン人）。本名は田代マイケルライアンダト
- 前川忠（まえかわ ただし）+
- 前川守嗣（まえかわ もりつぐ）
- 前川佳胤（まえかわ よしたね）+
- 前川竜次（まえかわ りゅうじ）+
- 前沢丈史（まえざわ たけし）
- 前田昭広（まえだ あきひろ）+
- 前田梓（まえだ あずさ）+
- 前田篤哉（まえだ あつや）…前田翔、前田滉は実弟
- 前田翔（まえだ かける）…前田篤哉は実兄、前田滉は双子の弟
- 前田聖文（まえだ きよふみ）
- 前田健一（まえだ けんいち）+
- 前田健太郎（まえだ けんたろう）…前田将太は実弟
- 前田紗希（まえだ さき）…前田光昭は父
- 前田将太（まえだ しょうた）…前田健太郎は実兄
- 前田努（まえだ つとむ）+
- 前田滉（まえだ ひかる）…前田篤哉は実兄、前田翔は双子の兄
- 前田光昭（まえだ みつあき）…前田紗希は娘
- 前田義哲（まえだ よしてつ）+
- 前出達吉（まえで たつき）…八十岡恵美とは夫婦
- 前野竜一（まえの りょういち）
- 前原哉（まえはら ちか）⋯元競輪選手・前原雄大は父、前原大道は実弟
- 前原大道（まえはら ひろみち）⋯元競輪選手・前原雄大は父、前原哉は実姉
- 前本泰和（まえもと やすかず）+
- 牧宏次（まき こうじ）
- 牧宏和（まき ひろかず）+
- 牧原崇（まきはら たかし）
- 牧村俊輝（まきむら としき）
- 牧山敦也（まきやま あつや）
- 真子奈津実（まこ なつみ）
- 孫崎百世（まごさき ももよ）
- 正木聖賢（まさき せいけん）
- 眞崎武蔵（まさき むさし）
- 柾田敏行（まさだ としゆき）+
- 眞島勝義（ましま かつよし）+
- 間嶋仁志（ましま ひとし）
- 増田和章（ますだ かずあき）+
- 益田訓夫（ますだ くにお）+
- 益田啓司（ますだ けいじ）
- 増田進（ますだ すすむ）
- 増田弘喜（ますだ ひろき）
- 増本杏珠（ますもと あんじゅ）
- 町田洸希（まちだ ひろき）
- 待鳥雄紀（まちどり ゆうき）
- 松居修（まつい おさむ）+†…女優の松居一代は娘
- 松井貫太（まつい かんた）
- 松井賢治（まつい けんじ）
- 松井洪弥（まつい こうや）
- 松井繁（まつい しげる）
- 松井友汰（まつい ゆうた）
- 松浦努（まつうら つとむ）
- 松浦博人（まつうら ひろと）
- 松浦勝（まつうら まさる）
- 松江秀徳（まつえ ひでのり）
- 松尾今吉（まつお いまきち）+
- 松尾夏海（まつお かなみ）…松尾祭は実兄、西野雄貴とは夫婦
- 松尾怜実（まつお さとみ）
- 松尾孝明（まつお たかあき）+
- 松尾昂明（まつお たかあき）
- 松尾辰雄（まつお たつお）+
- 松尾宣邦（まつお のぶくに）
- 松尾拓（まつお ひろむ）…松尾充は双子の兄、山下友貴とは元夫婦
- 松尾祭（まつお まつり）…松尾夏海は実妹
- 松尾光広（まつお みつひろ）
- 松尾充（まつお みつる）…松尾拓は双子の弟、
- 松尾美和子（まつお みわこ）+
- 松尾基成（まつお もとなり）
- 松尾泰宏（まつお やすひろ）+
- 松岡晃司（まつおか こうじ）+
- 抹香雄三（まっこう ゆうぞう）
- 松崎祐太郎（まつざき ゆうたろう）
- 松下一也（まつした かずや）
- 松下潤（まつした じゅん）+…松下豊治は父
- 松下誉士（まつした たかし）
- 松下哲也（まつした てつや）
- 松下知幸（まつした ともゆき）
- 松下豊治（まつした とよじ）+…松下潤は息子
- 松下直也（まつした なおや）
- 松瀬弘美（まつせ ひろみ）
- 松田和久（まつだ かずひさ）+
- 松田淳平（まつだ じゅんぺい）
- 松田大志郎（まつだ たいしろう）
- 松田隆司（まつだ たかし）
- 松田竜馬（まつだ たつま）
- 松田憲幸（まつだ のりゆき）
- 松田英数（まつだ ひでかず）+
- 松田勝（まつだ まさる）+
- 松田真実（まつだ まみ）
- 松田祐季（まつだ ゆうき）
- 松田幸勝（まつだ ゆきかつ）+
- 松竹大輔（まつたけ だいすけ）
- 松堂留美（まつどう るみ）+
- 松野京吾（まつの きょうご）+
- 松見高男（まつみ たかお）+
- 松村賢一（まつむら けんいち）+
- 松村康太（まつむら こうた）…堀之内紀代子とは元夫婦
- 松村敏（まつむら さとし）
- 松村昌子（まつむら まさこ）+
- 松本晶恵（まつもと あきえ）
- 松本功（まつもと いさお）+
- 松本一毅（まつもと かずき）…松本浩一は父
- 松本勝也（まつもと かつや）+†
- 松本浩一（まつもと こういち）+…松本一毅は息子
- 松本峻（まつもと しゅん）+
- 松本純平（まつもと じゅんぺい）
- 松本真吾（まつもと しんご）+
- 松本英夫（まつもと ひでお）+
- 松本博昭（まつもと ひろあき）
- 松本浩貴（まつもと ひろき）
- 松本真広（まつもと まさひろ）
- 松元弥佑紀（まつもと やすゆき）+
- 松本豊（まつもと ゆたか）+
- 松本弓雄（まつもと ゆみお）
- 松本庸平（まつもと ようへい）
- 松本怜（まつもと れい）
- 松山将吾（まつやま しょうご）
- 松山靖（まつやま やすし）+
- 松山裕基（まつやま ゆうき）
- 眞鳥康太（まとり こうた）…眞鳥章太は実弟
- 眞鳥章太（まとり しょうた）…眞鳥康太は実兄
- 眞鍋賢司（まなべ けんじ）+
- 間庭菜摘（まにわ なつみ）
- 真庭明志（まにわ ひろし）
- 間野兼礼（まの かずのり）
- 圓井勇輝（まるい ゆうき）+
- 丸尾義孝（まるお よしたか）
- 丸岡正典（まるおか まさのり）
- 丸野一樹（まるの かずき）…元女優の藤井奈々とは夫婦
- 丸山隆（まるやま たかし）+
- 丸山祐也（まるやま ゆうや）
- 丸山龍太郎（まるやま りゅうたろう）+
- 万谷章（まんたに あきら）+

### み
- 三井所尊春（みいしょ たかはる）+
- 三浦永理（みうら えり）…吉島祥之とは夫婦
- 三浦敬太（みうら けいた）…三浦裕貴は実弟
- 三浦裕貴（みうら ゆうき）…三浦敬太は実兄
- 三浦高志（みうら たかし）+
- 三浦洋次朗（みうら ようじろう）
- 三上泰教（みかみ やすのり）+
- 三上陽子（みかみ ようこ）+…萩原秀人とは夫婦、守田俊介とは元夫婦
- 三川正一（みかわ しょういち）+…三川昂暁は息子
- 三川昂暁（みかわ たかあき）…三川正一は父
- 三木晴斗（みき はると）
- 三木亮次郎（みき りょうじろう）+
- 三品隆浩（みしな たかひろ）…松村昌子とは元夫婦
- 三嶌こころ（みしま こころ）
- 三嶌さらら（みしま さらら）
- 三嶌誠司（みしま せいじ）
- 水上浩充（みずかみ ひろみつ）+
- 水谷理人（みずたに まさと）
- 水長照雄（みずなが てるお）+
- 水野暁広（みずの あきひろ）+
- 水野要（みずの かなめ）+…水野文明は実兄
- 水野定夫（みずの さだお）+†
- 水野望美（みずの のぞみ）
- 水野文明（みずの ぶんめい）+…水野要は実弟
- 水原慎（みずはら しん）
- 水摩敦（みずま あつし）…滝澤友恵とは夫婦
- 三角哲男（みすみ てつお）
- 溝口海義也（みぞぐち みきや）
- 三谷征伸（みたに ゆきのぶ）+
- 道上千夏（みちがみ ちなつ）…旧姓・池
- 道見数成（みちみ かずなり）+
- 三ッ井高行（みつい たかゆき）+
- 三津川要（みつかわ かなめ）+
- 三矢貞三（みつや ていぞう）+
- 三矢又右衛門（みつや またえもん）+
- 三苫晃幸（みとま てるゆき）…安河内将、安河内健は再従兄弟。入船幸子は従姉妹
- 水口由紀（みなくち ゆき）…競輪選手・伊藤保文とは夫婦
- 南彩寧（みなみ あやね）
- 南佑典（みなみ ゆうすけ）
- 南野利騰（みなみの としたか）
- 峰竜太（みね りゅうた）
- 峰重侑治（みねしげ ゆうじ）…稲垣一恵の甥、峰重力也は実弟、競輪選手・峰重龍一の息子
- 峰重力也（みねしげ りきや）…稲垣一恵の甥、峰重侑治は実兄、競輪選手・峰重龍一の息子
- 三野勝重（みの かつしげ）+
- 三原司（みはら つかさ）
- 三松直美（みまつ なおみ）
- 三村岳人（みむら がくと）
- 宮井健雄（みやい たけお）+
- 宮内忠志（みやうち ただし）+
- 宮内直哉（みやうち なおや）
- 宮内博文（みやうち ひろふみ）+
- 宮内由紀英（みやうち ゆきひで）
- 宮川彦太郎（みやがわ ひこたろう）+
- 三宅健太（みやけ けんた）
- 三宅潤（みやけ じゅん）…三宅諒は実弟
- 三宅爾士（みやけ ちかし）
- 三宅諒（みやけ りょう）+…三宅潤は実兄
- 宮崎安奈（みやざき あんな）
- 宮崎光基（みやざき こうき）+
- 宮崎奨（みやざき すすむ）
- 宮崎奏磨（みやざき そうま）
- 宮崎つぐみ（みやざき つぐみ）
- 宮嵜隆太郎（みやざき りゅうたろう）
- 宮迫暢彦（みやさこ のぶひこ）
- 宮下元胤（みやした もとつぐ）
- 宮田政勝（みやた まさかつ）+
- 宮田龍馬（みやた りゅうま）
- 宮武英司（みやたけ えいじ）…宮武唯男の甥
- 宮武守（みやたけ まもる）+
- 宮地孝四朗（みやち こうしろう）+…宮地秀祈は実兄
- 宮地佐季（みやち さき）+元競輪選手の宮地晃の姪、宮地博士の従兄妹、岩木真美の従姉妹、大上卓人とは夫婦
- 宮地秀祈（みやち ひでき）…宮地孝四朗は実弟
- 宮地博士（みやち ひろし）…宮地佐季の従兄妹、岩木真美とは夫婦
- 宮地元輝（みやち もとき）
- 宮西真昭（みやにし まさあき）+
- 宮野仁（みやの じん）
- 宮野日富美（みやの ひふみ）+
- 宮之原輝紀（みやのはら こうき）
- 宮村勇哉（みやむら ゆうや）
- 宮本力（みやもと ちから）+†
- 宮本夏樹（みやもと なつき）
- 宮本紀美（みやもと のりみ）+…柾田敏行とは夫婦
- 宮本裕之（みやもと ひろゆき）
- 宮脇遼太（みやわき りょうた）
- 三好一（みよし はじめ）+
- 三好勇人（みよし はやと）
- 三好祐樹（みよし ゆうき）+

### む
- 向達哉（むかい たつや）+
- 向井美鈴（むかい みすず）
- 向所浩二（むかいじょ こうじ）
- 向井田直弥（むかいだ なおや）…向井田真紀は実姉、向井田佑紀は実兄、瀧川千依とは夫婦。
- 向井田真紀（むかいだ まき）…向井田直弥・向井田佑紀は実弟
- 向井田佑紀（むかいだ ゆうき）…向井田直弥は実弟、向井田真紀は実姉
- 牟田奨太（むた しょうた）
- 武藤綾子（むとう あやこ）
- 武藤直志（むとう なおし）+
- 宗正昭弘（むねまさ あきひろ）+
- 宗行治哉（むねゆき はるや）
- 村岡賢（むらおか けん）
- 村岡賢人（むらおか けんと）
- 村上一行（むらかみ かづゆき）+…村上純は息子
- 村上功祐（むらかみ こうすけ）…久次米弘之の甥
- 村上純（むらかみ じゅん）+…村上一行は父
- 村上彰一（むらかみ しょういち）
- 村上信二（むらかみ しんじ）+
- 村上宗太郎（むらかみ そうたろう）
- 村上奈穂（むらかみ なほ）
- 村上橋蔵（むらかみ はしぞう）+
- 村上祐次（むらかみ ゆうじ）+
- 村上遼（むらかみ りょう）…西澤日花里とは夫婦
- 村越篤（むらこし あつし）
- 村島昇（むらしま のぼる）+
- 村田敦（むらた あつし）
- 村田佳奈子（むらた かなこ）+
- 村田浩司（むらた こうじ）
- 村田修次（むらた しゅうじ）
- 村田孝雄（むらた たかお）+
- 村田利之（むらた としゆき）+
- 村田友也（むらた ともや）
- 村田瑞穂（むらた みずほ）+
- 村外等（むらほか ひとし）+
- 村松栄太（むらまつ えいた）
- 村松修二（むらまつ しゅうじ）
- 村松将平（むらまつ しょうへい）
- 村松遥輝（むらまつ はるき）
- 村本大成（むらもと たいせい）
- 室田泰史（むろた やすふみ）

### め
- 妻鳥晋也（めんどり しんや）

### も
- 茂垣達也（もがき たつや）+
- 杢野誓良（もくの ちかよし）
- 本岡勝利（もとおか かつとし）
- 本橋克洋（もとはし かつひろ）
- 本村大（もとむら だい）
- 本吉正樹（もとよし まさじ）
- 樅山拓馬（もみやま たくま）
- 籾山佳岳（もみやま よしたけ）
- 森秋光（もり あきみつ）+
- 森晋太郎（もり しんたろう）
- 森世里（もり せり）…元競輪選手・森愛一郎の娘
- 森貴洋（もり たかひろ）
- 森竜也（もり たつや）
- 森照夫（もり てるお）
- 森智也（もり ともや）
- 森智哉（もり ともや）
- 森寅一（もり とらいち）+
- 森仁志（もり ひとし）+
- 森陽多（もり ひなた）
- 森弘行（もり ひろゆき）
- 森満弘（もり みつひろ）+
- 森悠稀（もり ゆうき）
- 森雄利（もり ゆうり）
- 森岡賢至（もりおか けんじ）+
- 森岡真希（もりおか まき）…森岡満郎とは夫婦、旧姓・今藤
- 森岡正博（もりおか まさひろ）+
- 森岡満郎（もりおか みつお）+…森岡真希とは夫婦
- 森清友翔（もりきよ ゆうと）
- 森口和紀（もりぐち かずき）
- 森口重次（もりぐち しげじ）+
- 森作広大（もりさく こうた）…森作雄大は実兄、大澤真菜とは夫婦
- 森作雄大（もりさく ゆうた）…森作広大は実弟
- 森定晃史（もりさだ こうじ）
- 森下愛梨（もりした あいり）
- 森下勇（もりした いさむ）
- 森下祐丞（もりした ゆうすけ）+
- 森下和俊（もりした かずとし）+
- 森田昭彦（もりた あきひこ）
- 森田喜代治（もりた きよじ ）+
- 森田謙治（もりた けんじ）+
- 森田敏（もりた さとし）+
- 守田俊介（もりた しゅんすけ）…三上陽子とは元夫婦、森田太陽とは夫婦。旧姓・中川
- 森田太陽（もりた たいよう）+…守田俊介とは夫婦。本名は読み違いの守田太陽。
- 森田梨湖（もりた りこ）
- 森高一真（もりたか かずま）
- 森年省吾（もりとし せいご）+
- 森永愛（もりなが あい）+…森永修は父、枝尾賢とは夫婦
- 森永修（もりなが おさむ）+…森永愛は娘
- 森永淳（もりなが じゅん）
- 森永隆（もりなが たかし）
- 森野正弘（もりの まさひろ）
- 森林太（もりばやし ふとし）
- 森本幸次郎（もりもと こうじろう）+
- 盛本真輔（もりもと しんすけ）
- 守屋大地（もりや だいち）…守屋美穂は実妹
- 守屋美穂（もりや みほ）…守屋大地は実兄、山口達也とは元夫婦
- 森安弘雅（もりやす ひろまさ）
- 森脇徹（もりわき とおる）+
- 森脇まどか（もりわき まどか）+
- 門間雄大（もんま ゆうた）

## や行

### や
- 八木富重（やぎ とみしげ）+
- 八木治樹（やぎ はるき）
- 柳生泰二（やぎゅう たいじ）…旧姓・堀本
- 矢後剛（やご たけし）
- 矢崎誠一（やざき せいいち）+
- 八島貴美子（やしま きみこ）+…前田昭広とは夫婦
- 安井瑞紀（やすい みずき）
- 安河内健（やすこうち けん）…安河内将は実兄、三苫晃幸、入船幸子とは再従兄弟
- 安河内将（やすこうち しょう）…安河内健は実弟、三苫晃幸、入船幸子とは再従兄弟
- 安河内鈴之介（やすこうち すずのすけ）
- 安田政彦（やすだ まさひこ）
- 安田吉宏（やすだ よしひろ）
- 八十岡恵美（やそおか めぐみ）+…前出達吉とは夫婦
- 谷津幸宏（やつ ゆきひろ）
- 柳内敬太（やない けいた）
- 柳川恭治（やながわ きょうじ）+
- 柳順一（やなぎ じゅんいち）+
- 柳澤千春（やなぎさわ ちはる）+…池上裕次とは元夫婦
- 柳沢一（やなぎさわ はじめ）
- 柳田英明（やなぎだ ひであき）+
- 柳橋宏紀（やなぎばし ひろき）
- 柳瀬幹太（やなせ かんた）…柳瀬興志は父
- 柳瀬興志（やなせ こうじ）…柳瀬幹太は息子
- 矢野真梨菜（やの まりな）
- 矢野素也（やの もとや）+
- 矢野佳郎（やの よしお）+
- 谷野錬志（やの れんし）
- 矢橋成介（やはし せいすけ）
- 八尋信夫（やひろ のぶお）+
- 薮内瑞希（やぶうち みずき）
- 山一鉄也（やまいち てつや）
- 山内富雄（やまうち とみお）+
- 山岡豊（やまおか ゆたか）+
- 山川雄大（やまかわ たかひろ）…元プロ野球選手の山川和大は実弟
- 山川波乙（やまかわ はお）
- 山川美由紀（やまかわ みゆき）
- 山来和人（やまく かずひと）
- 山口晃朋（やまぐち あきとも）
- 山口勲（やまぐち いさお）+
- 山口広樹（やまぐち こうき）
- 山口貢輝（やまぐち こうき）+
- 山口浩司（やまぐち こうじ）+
- 山口悟（やまぐち さとる）+
- 山口惣市（やまぐち そういち）+
- 山口修路（やまぐち しゅうじ）…山口隆史は双子の弟
- 山口高志（やまぐち たかし）+
- 山口隆史（やまぐち たかふみ）…山口修路は双子の兄
- 山口達也（やまぐち たつや）…守屋美穂とは元夫婦、守屋大地の義弟
- 山口剛（やまぐち つよし）
- 山口哲治（やまぐち てつじ）+
- 山口俊英（やまぐち としひで）+
- 山口博司（やまぐち ひろし）+
- 山口真喜子（やまぐち まきこ）
- 山口裕二（やまぐち ゆうじ）…都留浩一郎の従兄弟
- 山口裕太（やまぐち ゆうた）+
- 山口亮（やまぐち りょう）
- 山崎昭生（やまさき あきお）+
- 山崎昂介（やまさき こうすけ）
- 山崎祥（やまさき しょう）
- 山崎毅（やまさき たけし）+…清水克一の甥
- 山崎鉄平（やまさき てっぺい）
- 山崎裕司（やまさき ゆうじ）
- 山崎郡（やまざき ぐん）
- 山崎小葉音（やまざき こはね）⋯佐々木和伸、横西奏恵元夫婦の娘、山崎智也は養父
- 山崎聖司（やまざき せいじ）
- 山崎哲司（やまざき てつじ）
- 山崎智也（やまざき ともや）+…横西奏恵とは夫婦、山崎小葉音は養子
- 山崎紳弘（やまさき のぶひろ）+
- 山崎康弘（やまざき やすひろ）+
- 山崎義明（やまざき よしあき）
- 山崎善庸（やまざき よしのぶ）
- 山地正樹（やまじ まさき）
- 山下勇（やました いさむ）+
- 山下和彦（広島県）（やました かずひこ）…香川支部の山下和彦との血縁関係はない
- 山下和彦（香川県）（やました かずひこ）+…広島支部の山下和彦との血縁関係はない
- 山下夏鈴（やました かりん）
- 山下昂大（やました こうだい）
- 山下大輝（やました  だいき）
- 山下拓巳（やました たくみ）
- 山下強（やました たけし）+
- 山下智己（やました ともき）
- 山下奈緒（やました なお）
- 山下正義（やました まさよし）+
- 山下恭文（やました  やすふみ）+
- 山下友貴（やました ゆうき）…松尾拓とは元夫婦
- 山下流心（やました りゅうしん）
- 山田晃大（やまだ あきひろ）
- 山田和佐（やまだ かずさ）
- 山田九州男（やまだ くすお）+
- 山田康二（やまだ こうじ）
- 山田丈（やまだ じょう）
- 山田貴愛（やまだ たかあき）+
- 山田達也（やまだ たつや）+
- 山田太郎（やまだ たろう）+
- 山田哲也（やまだ てつや）
- 山田一二三（やまだ ひふみ）+
- 山田真聖（やまだ まさきよ）
- 山田佑樹（やまだ ゆうき）
- 山田雄太（やまだ ゆうた）…鈴木成美とは元夫婦
- 山田祐也（やまだ ゆうや）
- 山田豊（やまだ ゆたか）+
- 山田理央（やまだ りお）
- 山田竜一（やまだ りゅういち）
- 山田亮太（やまだ りょうた）
- 山戸信二（やまと しんじ）
- 山中貞治（やまなか さだじ）+
- 山根強（やまね つよし）+…山根大樹は息子
- 山根大樹（やまね ひろき）…山根強は父
- 山ノ内雅人（やまのうち まさと）
- 山室展弘（やまむろ のぶひろ）
- 山元愛（やまもと あい）+
- 山本章博（やまもと あきひろ）+
- 山本英志（やまもと えいし）
- 山本和男（やまもと かずお）+
- 山本一夫（やまもと かずお）+
- 山本景士郎（やまもと けいしろう）
- 山本兼士（やまもと けんじ）
- 山本浩次（やまもと こうじ）
- 山本浩輔（やまもと こうすけ）
- 山本修一（やまもと しゅういち）
- 山本修次（やまもと しゅうじ）+…山本光雄は実弟
- 山本稔太朗（やまもと じんたろう）
- 山本隆幸（やまもと たかゆき）…照屋厚仁の再従兄弟
- 山本宝姫（やまもと ともき）+
- 山本寛久（やまもと ひろひさ）…平尾崇典の従兄弟
- 山本光雄（やまもと みつお）…山本修次は実兄
- 山本幸也（やまもと ゆきや）
- 山本梨菜（やまもと りな）
- 山本良一（やまもと りょういち）+
- 山谷央（やまや しん）
- 屋良龍紀（やら りゅうき）

### ゆ
- 湯淺紀香（ゆあさ のりか）
- 湯浅康弘（ゆあさ やすひろ）+
- 湯川浩司（ゆかわ こうじ）

### よ
- 横井健太（よこい けんた）
- 横井重男（よこい しげお）+
- 横井光弘（よこい みつひろ）
- 横川光弥（よこがわ こうや）+
- 横川聖志（よこがわ さとし）
- 横澤剛治（よこざわ こうじ）
- 横田海人（よこた かいと）
- 横田茂（よこた しげる）
- 横田貴満（よこた たかみつ）
- 横田広一（よこた ひろかず）+
- 横田悠衣（よこた ゆい）+…木村仁紀とは夫婦
- 横西奏恵（よこにし かなえ）+…山崎智也とは夫婦、佐々木和伸とは元夫婦、山崎小葉音は娘
- 横溝幸雄（よこみぞ ゆきお）+†
- 横本敬之（よこもと たかゆき）+
- 横家翔一（よこや しょういち）+
- 横山節明（よこやま せつあき）+
- 吉岡保（よしおか たもつ）+…吉岡勤は実兄
- 吉岡勤（よしおか つとむ）+…吉岡保は実弟
- 吉岡誠（よしおか まこと）
- 吉岡政浩（よしおか まさひろ）+
- 吉川昭男（よしかわ あきお）…吉川喜継は実弟、吉川晴人は息子
- 吉川貴仁（よしかわ たかひと）
- 吉川晴人（よしかわ はると）…吉川昭男は父
- 吉川元浩（よしかわ もとひろ）
- 吉川勇作（よしかわ ゆうさく）
- 吉川喜継（よしかわ よしつぐ）…吉川昭男は実兄
- 吉崎悠司（よしざき ゆうじ）+
- 吉沢源太郎（よしざわ げんたろう）+
- 吉島祥之（よしじま よしゆき）…三浦永理とは夫婦
- 吉田敦志（よしだ あつし）+
- 吉田杏美（よしだ あみ）
- 吉田彩乃（よしだ あやの）
- 吉田一郎（よしだ いちろう）
- 吉田拡郎（よしだ かくろう）
- 吉田和仁（よしだ かずひと）
- 吉田健太郎（よしだ けんたろう）+…吉田慎二郎は実弟
- 吉田重義（よしだ しげよし）+
- 吉田翔悟（よしだ しょうご）…吉田博憲は父
- 吉田慎二郎（よしだ しんじろう）…吉田健太郎は実兄
- 吉田隆義（よしだ たかよし）+
- 吉田俊彦（よしだ としひこ）…古賀千晶とは夫婦
- 吉田信義（よしだ のぶよし）+
- 吉田徳夫（よしだ のりお）+…吉田凌太朗・吉田裕平は息子
- 吉田弘明（よしだ ひろあき）+
- 吉田博憲（よしだ ひろのり）+…吉田翔悟は息子
- 吉田弘文（よしだ ひろふみ）+
- 吉田正雄（よしだ まさお）+
- 吉田光（よしだ みつる）
- 吉田実（よしだ みのる）+
- 吉田稔（よしだ みのる）+
- 吉田宗弘（よしだ むねひろ）
- 吉田祐貴（よしだ ゆうき）
- 吉田裕平（よしだ ゆうへい）…吉田徳夫は父、吉田凌太朗は実兄
- 吉田凌太朗（よしだ りょうたろう）…吉田徳夫は父、吉田裕平は実弟
- 吉武真也（よしたけ しんや）
- 吉永則雄（よしなが のりお）…吉永浩則は実弟、藤山翔大・藤山雅弘の再従兄弟
- 吉永浩則（よしなが ひろのり）…吉永則雄は実兄、藤山翔大・藤山雅弘の再従兄弟
- 吉永泰弘（よしなが やすひろ）
- 吉野光弘（よしの みつひろ）+
- 吉原聖人（よしはら きよと）
- 吉原美穂子（よしはら みほこ）+
- 吉村輝（よしむら あきら）+
- 吉村和也（よしむら かずや）+…柿本達也のいとこ
- 吉村茂樹（よしむら しげき）+
- 吉村重行（よしむら しげゆき）+
- 吉村直博（よしむら なおひろ）+
- 吉村誠（よしむら まこと）
- 吉村正明（よしむら まさあき）
- 吉本正昭（よしもと まさあき）+
- 吉本玲緒（よしもと れお）
- 米井里実（よねい さとみ）+
- 米田隆弘（よねだ たかひろ）
- 米丸乃絵（よねまる のえ）
- 萬正嗣（よろづ まさつぐ）…今井裕梨とは夫婦

## ら行

### り
- 笠雅雄（りゅう まさお）

### ろ
- 櫓木悦郎（ろぎ えつろう）+
- 六山重利（ろくやま しげとし）+

## わ行

### わ
- 若狭奈美子（わかさ なみこ）
- 若林将（わかばやし しょう）…若林友は実兄、足立かなえとは夫婦
- 若林樹蘭（わかばやし じゅらん）
- 若林友（わかばやし ゆう）+
- 若林義人（わかばやし よしと）
- 若林麗（わかばやし れい）
- 若間幸一（わかま こういち）+
- 若女井正（わかめい ただし）+
- 若山美穂（わかやま みほ）+…旧名・若山美穂子（わかやま みほこ・本名）
- 和合俊介（わごう しゅんすけ）
- 和田操拓（わだ あやひろ）
- 和田兼輔（わだ けんすけ）…和田拓也は実弟
- 和田拓也（わだ たくや）…和田兼輔は実兄
- 和田敏彦（わだ としひこ）+
- 渡辺昭朋（わたなべ あきとも）+
- 渡邉英児（わたなべ えいじ）
- 渡邊和将（わたなべ かずまさ）
- 渡辺研（わたなべ けん）+
- 渡邉健 （わたなべ けん）
- 渡辺浩司（わたなべ こうじ）…渡辺崇は実弟
- 渡部悟（わたなべ さとる）…大原由子とは夫婦
- 渡邊俊介（わたなべ しゅんすけ）
- 渡邊伸太郎（わたなべ しんたろう）
- 渡辺空依（わたなべ そらい）
- 渡辺崇（わたなべ たかし）…渡辺浩司は実兄
- 渡邉雄朗（わたなべ たけろう）…渡邉真奈美は実妹
- 渡辺千草（わたなべ ちぐさ）
- 渡邉千晴（わたなべ ちはる）+…元競輪選手・渡邉利明は父
- 渡邉翼（わたなべ つばさ）
- 渡辺哲也（わたなべ てつや）+…登録第83号。登録第3461号渡邊哲也とは別の人物。
- 渡邊哲也（わたなべ てつや）…登録第3461号。登録第83号渡辺哲也とは別の人物。
- 渡邊睦広（わたなべ のぶひろ）
- 渡邊裕貴（わたなべ ひろき）
- 渡邊博子（わたなべ ひろこ）+
- 渡辺史之（わたなべ ふみゆき）
- 渡辺真至（わたなべ まさし）…大瀧明日香とは夫婦
- 渡邉昌成（わたなべ まさなり）
- 渡邉真奈美（わたなべ まなみ）…渡邉雄朗は実兄
- 渡邊雄一郎（わたなべ ゆういちろう）
- 渡邊雄斗（わたなべ ゆうと）
- 渡辺豊（わたなべ ゆたか）
- 渡邉優美（わたなべ ゆみ）
- 渡邊佳子（わたなべ よしこ）
- 渡修平（わたり しゅうへい）…渡三紀は実弟
- 渡三紀（わたり みき）+…渡修平は実兄
- 鰐部太空海（わにべ たくみ）